# Battaglia delle Frontiere
La battaglia delle Frontiere comprende una serie di scontri combattuti, tra il 14 e il 24 agosto 1914, lungo la frontiera orientale della Francia e nel Belgio meridionale poco dopo lo scoppio della prima guerra mondiale tra l'esercito tedesco e le armate francesi e britanniche. I combattimenti si conclusero con un disastro per i francesi che subirono pesanti perdite e vennero duramente battuti sia in Lorena, che nelle Ardenne e sulla Sambre dall'esercito tedesco che, entrato in Belgio fin dal 4 agosto, avanzava in massa. La British Expeditionary Force, entrata in azione in aiuto dell'esercito francese, venne coinvolta nella grande battaglia combattendo a Mons, dove venne costretta a ripiegare dalla potente ala destra tedesca.
I francesi cercarono di applicare l'aggressiva manovra offensiva prevista dal cosiddetto piano XVII elaborato dal generale Joseph Joffre e sferrarono una serie di costosi attacchi frontali contro le armate tedesche che a loro volta stavano marciando verso la Francia settentrionale secondo la strategia stabilita dal cosiddetto piano Schlieffen. Gli attacchi francesi, basati sull'assalto allo scoperto alla baionetta, vennero tutti duramente respinti dalle truppe tedesche che, impiegando i moderni procedimenti tattici basati sulla manovra, sull'uso dei trinceramenti e sull'impiego della potenza di fuoco delle mitragliatrici, inflissero gravi perdite ai reparti nemici e continuarono ad avanzare.
Si trattò nel complesso della battaglia più grande, in termini di forze impiegate, e più sanguinosa, in rapporto alla sua durata molto breve rispetto alle successive campagne della Grande Guerra, del primo conflitto mondiale. L'esercito francese subì soltanto nei quattro giorni di scontri tra il 20 e il 23 agosto oltre 40000 morti, di cui 27000 il 22 agosto 1914, il giorno più sanguinoso della storia militare francese.
Il fallimento dell'offensiva francese, di fronte alla potente spinta dell'esercito tedesco, portò ad una ritirata generale fino al fiume Marna, dove le forze francesi e britanniche si raggrupparono per la difesa di Parigi.

## Inizio della guerra europea sul fronte occidentale

### Piani e preparativi
Dopo il drammatico confronto diplomatico della crisi di luglio, la dirigenza della Germania, sotto la pressione dallo stato maggiore generale allarmato dalla mobilitazione generale russa decisa alle ore 17 del 30 luglio 1914, aveva preso la decisione di dichiarare guerra alla Russia e alla Francia dopo aver proceduto a proclamare il Kriegsgefahrzustand ("Stato di pericolo di guerra") il pomeriggio del 31 luglio e la mobilitazione generale nel pomeriggio il 1º agosto. 

La manovra dell'esercito tedesco prevista dal piano Schlieffen.

La macchina bellica tedesca, accuratamente diretta dall'Alto comando prevedeva che l'inizio delle procedure di mobilitazione generale dell'esercito fossero seguite immediatamente dall'inizio delle operazioni militari sul terreno per sfruttare l'eccellente organizzazione e la velocità della sua mobilitazione e anticipare la concentrazione degli eserciti nemici sferrando una grande offensiva a occidente. Le avanguardie tedesche infatti entrarono in Lussemburgo già il 2 agosto senza incontrare resistenza, mentre il Belgio venne invaso a partire dal 4 agosto dopo la decisione di quella nazione di respingere l'ultimatum della Germania che richiedeva di lasciare libero il passaggio all'esercito germanico.

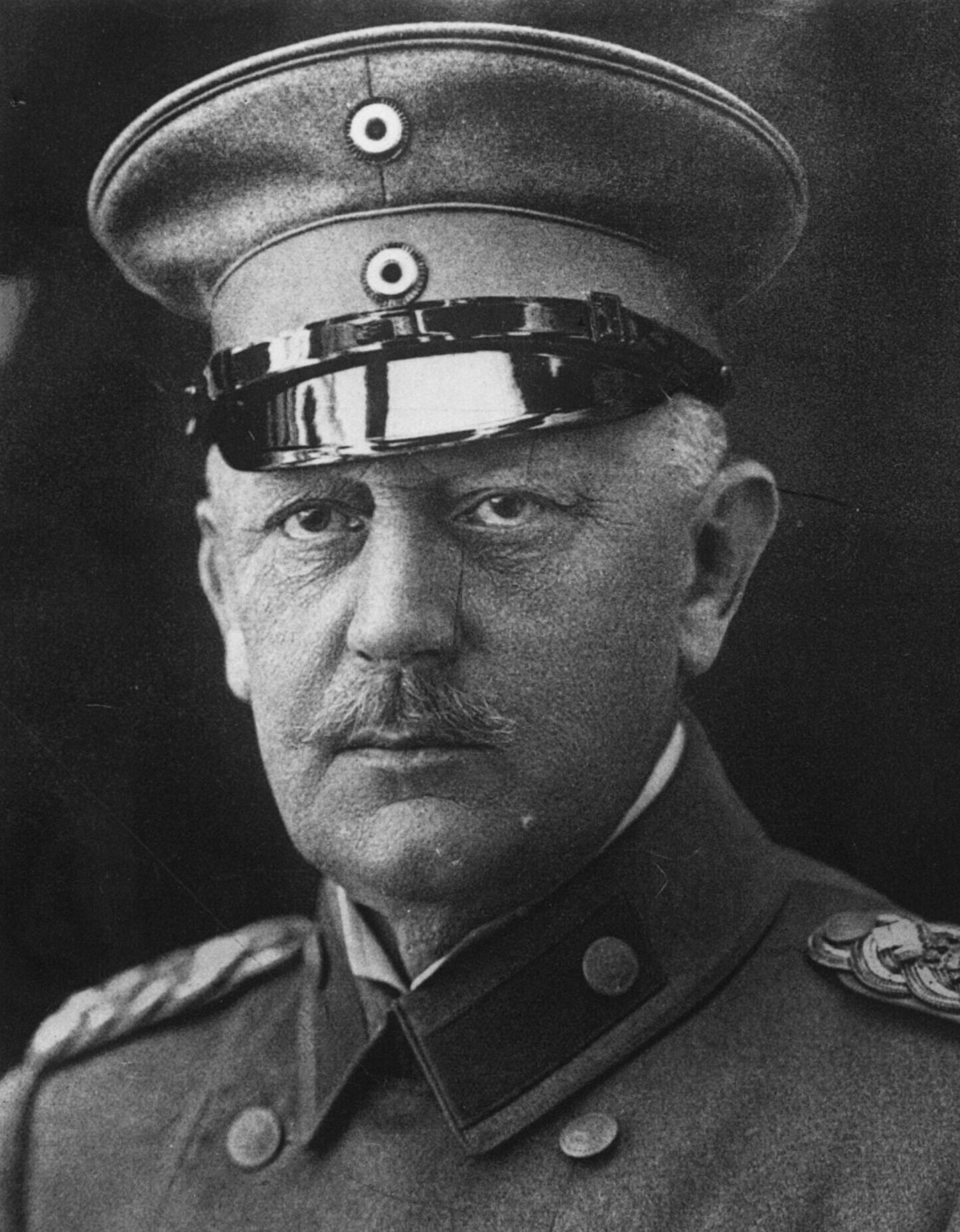
Il capo di Stato maggiore generale tedesco, generale Helmuth von Moltke.

Lo stato maggiore tedesco aveva pianificato fin dal 1905 sotto l'impulso decisivo del capo di stato maggiore, generale Alfred von Schlieffen, un ambizioso progetto operativo che prevedeva di concentrare la massa principale dell'esercito a ovest e sferrare una grande offensiva decisiva contro la Francia che avrebbe dovuto concludersi entro sei settimane ancor prima che l'esercito russo ad est avesse potuto concentrarsi e passare all'attacco. Il cosiddetto piano Schlieffen prevedeva di schierare la maggior parte delle forze tedesche all'ovest sull'ala destra che avrebbe marciato rapidamente in Belgio a nord e a sud della Mosa e quindi avrebbe invaso la Francia settentrionale puntando direttamente su Parigi, cogliendo di sorpresa l'esercito francese che sarebbe stato aggirato alle spalle. Il generale von Schlieffen prevedeva l'intervento di un corpo di spedizione britannico che tuttavia sarebbe stato sbaragliato dall'ala destra tedesca e dava scarsa importanza alla eventuale resistenza dell'esercito belga, definito dagli ufficiali tedeschi un esercito formato da "soldati di cioccolata".

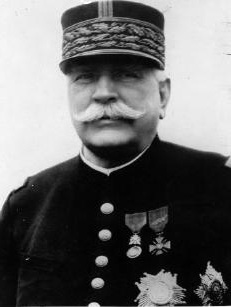
Il generale Joseph Joffre, capo di Stato maggiore generale francese.

Questo audace progetto venne in parte modificato nel 1912-1913 dal nuovo capo di stato maggiore, generale Helmuth von Moltke che mantenne nel complesso gli obiettivi e le direttrici strategiche del piano ma, temendo un'offensiva francese in Lorena e Alsazia e un possibile attacco russo in Prussia orientale, ridusse la potenza dell'ala destra, rinforzò lo schieramento dell'ala sinistra e potenziò anche le difese tedesche all'est.
Dal 1911 il nuovo capo di stato maggiore dell'Esercito francese, il tenace generale Joseph Joffre, aveva proposto un nuovo progetto strategico che era stato approvato dal Conseil supérieur de la guerre; il piano XVII. Questo nuovo piano differiva dal progetto precedente che, nel timore di una manovra in forze del nemico attraverso il Belgio, prevedeva di estendere lo schieramento difensivo fino alle coste della Manica. Il generale Joffre progettava invece di passare all'attacco anticipando le manovre nemiche. Il generale aveva pianificato un'offensiva con quattro armate che avrebbero sferrato un doppio attacco a nord e a sud della Mosella in direzione delle Ardenne e della Lorena. Il comandante in capo non escludeva la possibilità, sospettata da molti anni dopo le sensazionali rivelazioni della famosa spia tedesca Le Vengeur, che i tedeschi entrassero in Belgio violandone la neutralità, ma, sottovalutando la consistenza delle riserve nemiche, credeva che si sarebbero limitati ad attraversare solo la parte meridionale del paese; per questa eventualità una armata, la 5ª Armata, sarebbe stata tenuta in riserva sull'Oise da dove avrebbe potuto intervenire oltre il confine belga in caso di violazione tedesca della sua neutralità. Il generale Joffre e il suo capo di stato maggiore, generale Henri Berthelot consideravano con favore un rafforzamento dell'ala destra nemica che avrebbe a loro parere di conseguenza comportato un indebolimento delle forze tedesche schierate nel settore centrale dove essi intendevano sferrare il loro attacco.
Inoltre il generale Joffre era informato che, secondo gli accordi pre-bellici tra Gran Bretagna e Francia, un Corpo di spedizione britannico (BEF) sarebbe sbarcato sul continente per prendere parte alla lotta contro i tedeschi. Dopo la dichiarazione di guerra britannica alla Germania del 4 agosto, le prime truppe si imbarcarono già il 10 agosto e affluirono nei porti di Boulogne, Le Havre e Dunkerque i primi reparti del BEF di cui era previsto lo schieramento, al comando del generale John French, tra Maubeuge e Hirson per supportare il fianco sinistro francese.

### Movimenti iniziali degli eserciti

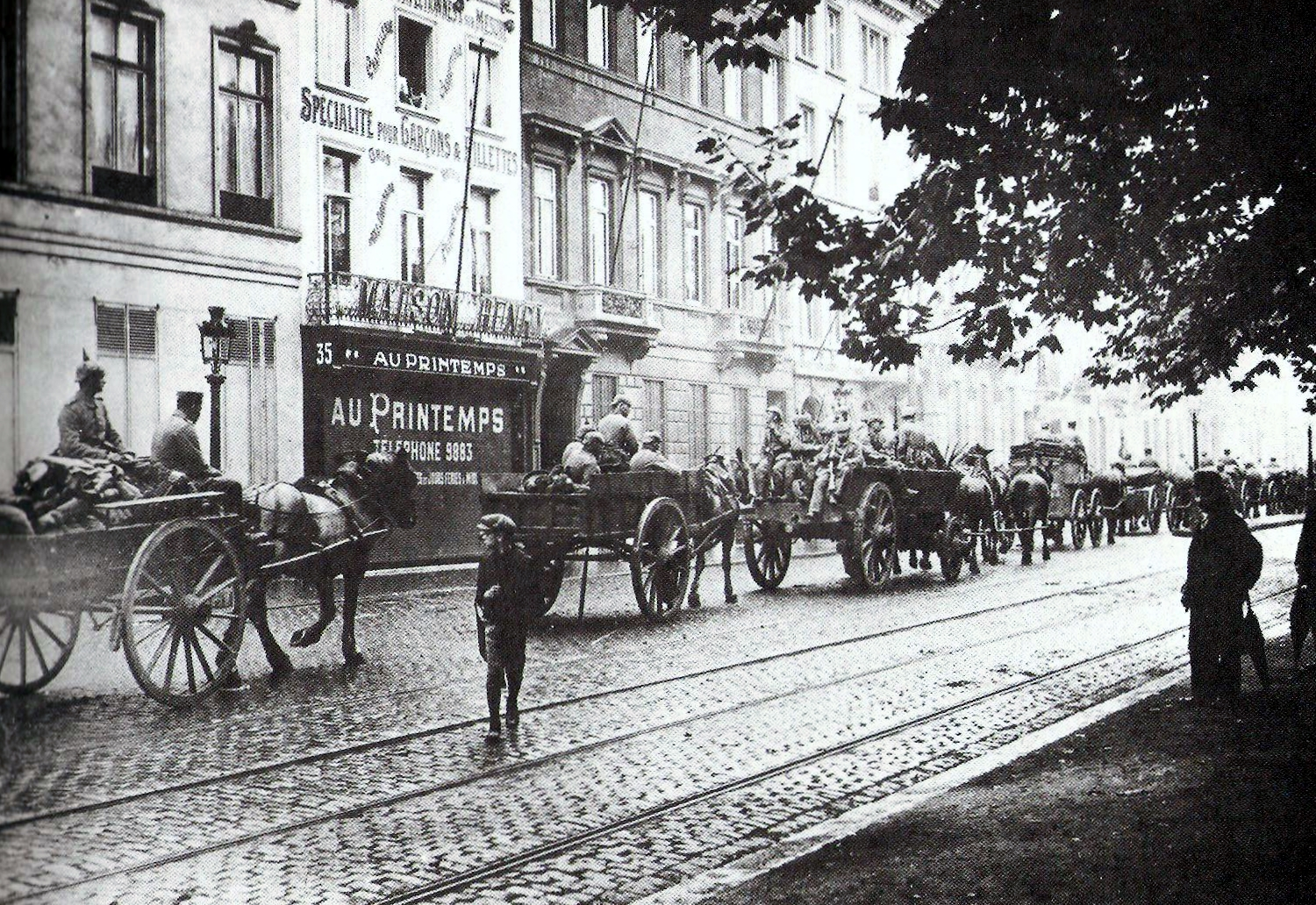
Entrata delle truppe tedesche della 1ª Armata a Bruxelles.

Mentre in Germania si diffondeva un grande slancio patriottico tra la popolazione, convinta del carattere difensivo della guerra di fronte ai nemici descritti dalla propaganda come determinati a perseguire la politica di accerchiamento e di distruzione della nazione tedesca, e a livello politico si instaurava il cosiddetto burgfrieden, la coesione nazionale tra i diversi partiti politici, l'esercito tedesco effettuò con grande efficienza le operazioni di mobilitazione e concentrazione previste dal piano Schlieffen secondo la versione modificata del 1913/1914. Alcune brigate di avanguardia del X corpo d'armata, raggruppate provvisoriamente nella cosiddetta "Armata della Mosa", al comando del generale Otto von Emmich entrarono in Belgio e attaccarono subito la posizione fortificata di Liegi. Gli attacchi tedeschi in formazione serrata del 5 e 6 agosto fallirono di fronte alla inattesa resistenza delle truppe belghe e lo stato maggiore tedesco dovette impiegare la sua artiglieria pesante d'assedio, riuscendo infine a conquistare la fortezza di Liegi dopo dieci giorni di bombardamenti.
Dopo questi combattimenti preliminari, la grande offensiva generale dell'esercito tedesco in occidente ebbe invece inizio dal 13 agosto; l'ala destra, la cosiddetta Schwenkungsflügel ("ala perno"), che doveva effettuare la manovra decisiva attraverso il Belgio avanzando inizialmente fino ad una linea compresa tra Bruxelles, Namur e Dinant, era costituita da tre armate formate da oltre 750000 soldati. Da nord a sud avanzarono la 1ª Armata del generale Alexander von Kluck con sei corpi d'armata e 320000 soldati, la 2ª Armata del generale Karl von Bülow con sei corpi d'armata e 260000 soldati e la 3ª Armata del generale Max von Hausen, con quattro corpi d'armata sassoni e 180000 soldati. La marcia della fanteria germanica era preceduta dai due corpi di cavalleria del generale Georg von der Marwitz e del colonnello Manfred von Richthofen che avevano il compito di coprire la marcia della fanteria e riconoscere la presenza e la posizione del nemico.

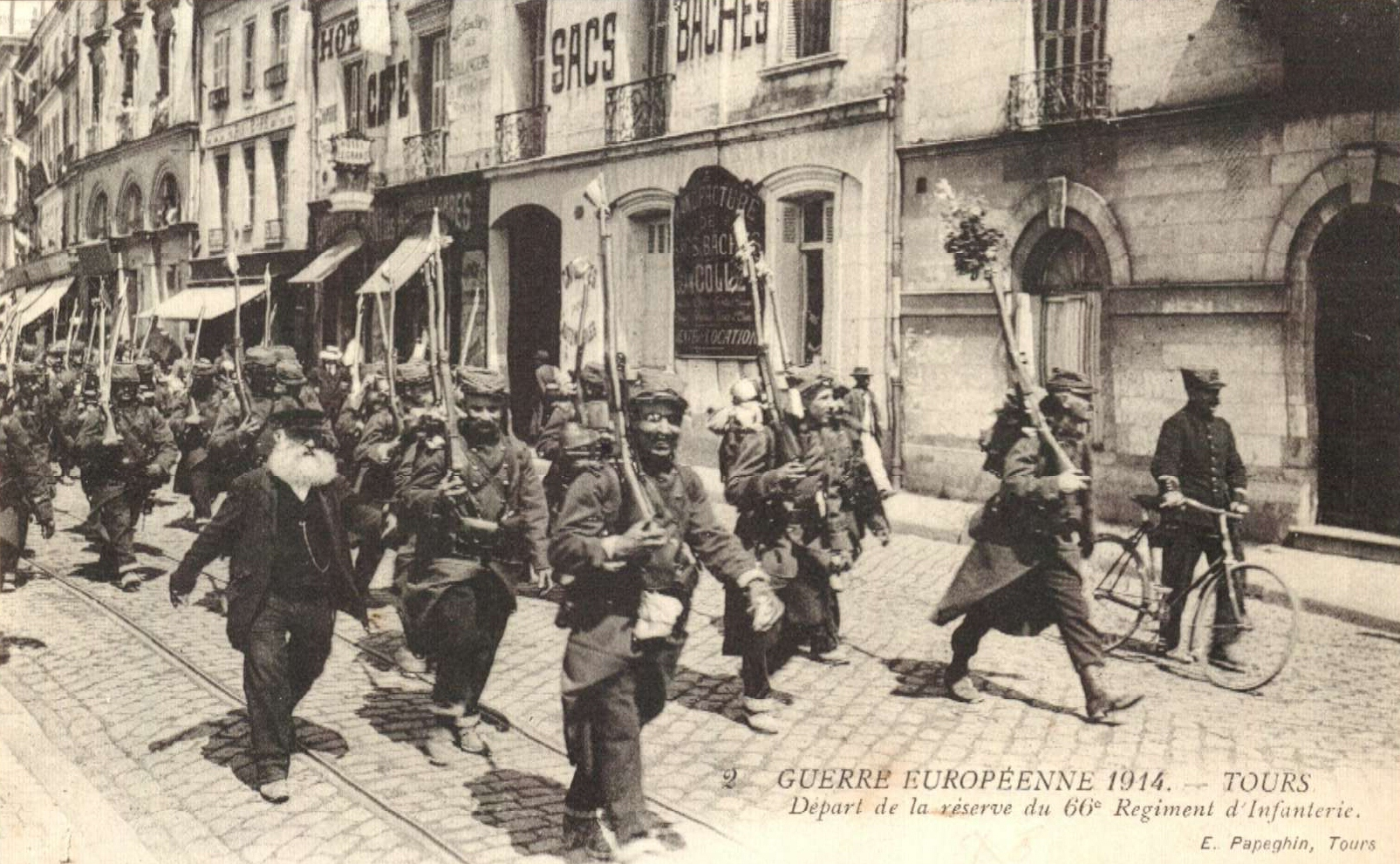
Un reparto di fanteria francese in marcia verso il fronte.

Mentre l'ala destra iniziava la manovra decisiva, al centro dello schieramento tedesco avanzarono la 4ª Armata del duca Albrecht del Württemberg con cinque corpi d'armata e 200000 soldati e la 5ª Armata del Kronprinz Guglielmo con altri cinque corpi d'armata e 200000 soldati. Il compito di queste forze era quello di attraversare aggressivamente le Ardenne e proteggere i fianchi delle due ali dell'esercito tedesco. Infine in Lorena e Alsazia si concentrarono la 6ª Armata costituita principalmente da truppe bavaresi al comando del principe Rupprecht con quattro corpi d'armata e 220000 soldati e la 7ª Armata del generale Josias von Heeringen con tre corpi d'armata e 125000 soldati; in questo settore venne schierato anche il corpo di cavalleria del generale Rudolf von Frommel. A queste forze venne assegnato inizialmente un compito prevalentemente difensivo di copertura del territorio nazionale conteso di Alsazia e Lorena, cercando di tenere impegnate il maggior numero possibile di truppe francesi.
In Francia l'inizio del conflitto europeo suscitò turbamento tra la popolazione ma ben presto la consapevolezza di combattere per difendere la nazione dalla minaccia tedesca favorì il manifestarsi di sentimenti di forte patriottismo che furono consacrati nella cosiddetta Union sacrée di tutti i francesi, proclamata dai politici ed esaltata dalla propaganda. All'interno dell'esercito francese, le truppe in generale mostravano grande ottimismo; non mancava uno spirito di revanche. Il generale Joffre diede subito inizio ai movimenti previsti dal piano XVII, completando con efficienza la mobilitazione e la concentrazione delle sue armate lungo il confine con la Germania e sulla riva della Mosa, a sud del confine belga. Dopo aver ricevuto dal Belgio il 5 agosto la richiesta di soccorso, il comandante in capo francese fece attraversare la frontiera alle unità della 5ª Armata del generale Charles Lanrezac; questa formazione, costituita da cinque corpi d'armata con quasi 300000 soldati, era stata concentrata inizialmente in Champagne, sul fianco sinistro dello schieramento francese. L'8 agosto il generale Joffre diramò la sua prima istruzione strategica generale e diede inizio alla sua grande offensiva a nord e a sud della Mosella. La 1ª Armata del generale Auguste Dubail e la 2ª Armata del generale Édouard de Castelnau attaccarono in Alsazia e Lorena con 420 battaglioni e oltre 1500 cannoni; al centro, la 3ª Armata del generale Pierre Ruffey e la 4ª Armata del generale Fernand de Langle de Cary con nove corpi d'armata e 361000 soldati in totale, iniziarono a penetrare nelle Ardenne per sferrare il previsto attacco decisivo.

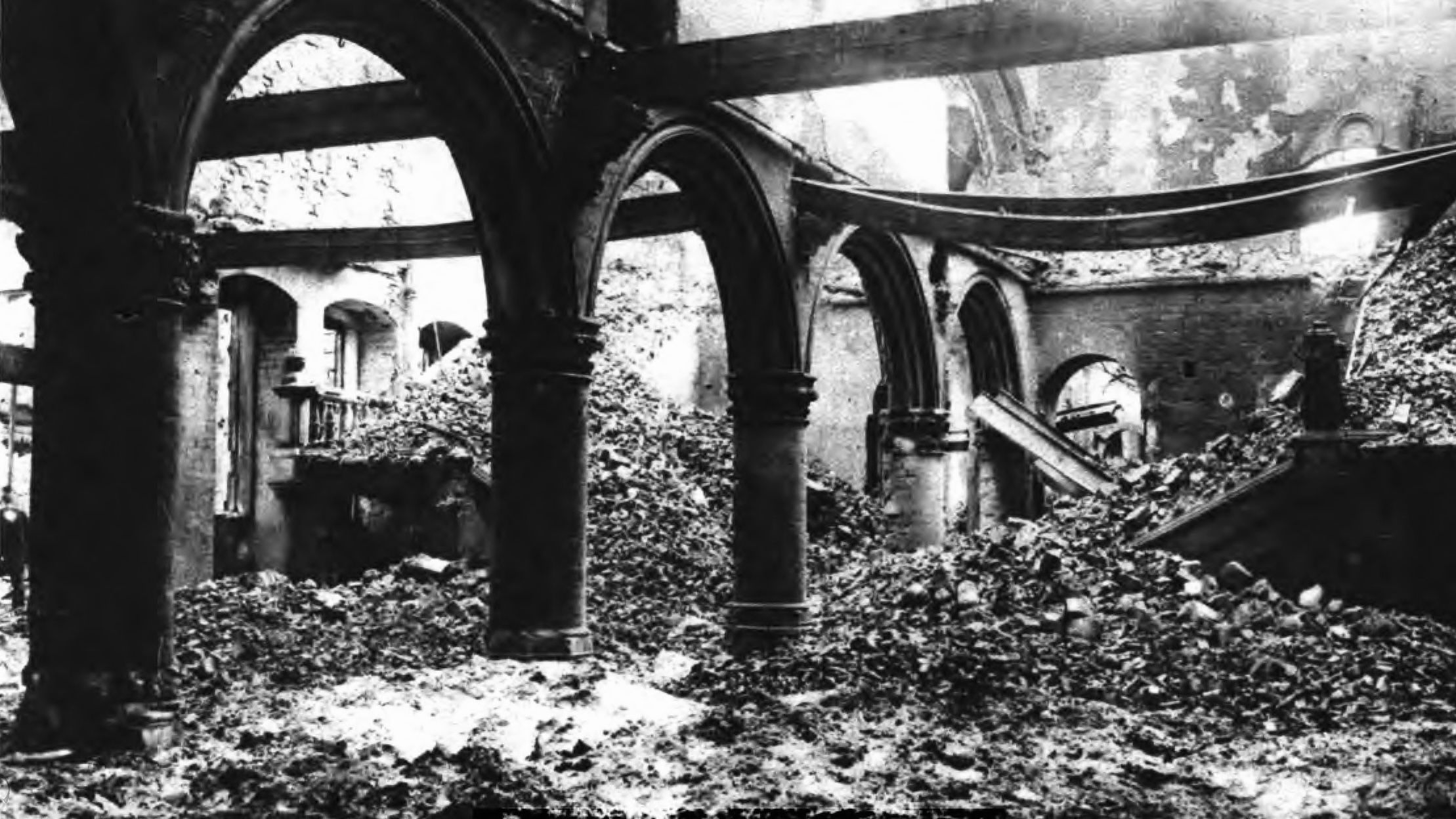
La devastazione di Lovanio.

A partire dal 6 agosto l'esercito belga rinunciò a difendere la linea della Mosa e ripiegò in un primo tempo verso il fiume Gette, senza ostacolare l'avanzata dell'ala destra tedesca ma mantenendo la coesione e la combattività. L'esercito tedesco avanzò in Belgio mostrando grande durezza verso ogni forma di opposizione; le truppe effettuarono sistematicamente, allo scopo di spezzare lo spirito di resistenza e accelerare la marcia, repressioni, rappresaglie e distruzioni; di fronte ad atti ostili da parte di cosiddetti franchi tiratori, furono radunati ostaggi ed eseguite fucilazioni di civili e devastazioni. Fu un'"avanzata brutale", segnata da distruzioni e violenze. Mentre corpi di cavalleria tedeschi coprivano con efficacia l'avanzata della armate e respingevano i reparti di cavalleria francesi entrati in Belgio; la fanteria tedesca marciava con potenza e disciplina; la 1ª Armata, guidata con grande energia dal generale von Kluck, superò la resistenza dei reparti belgi a Tirlemont. L'esercito belga quindi evacuò la linea del fiume Gette e ripiegò su Anversa, inseguita dal III corpo d'armata di riserva tedesco. Lovanio fu occupata e nei giorni seguenti venne devastata e incendiata dalle truppe di seconda linea tedesche; 4421 civili furono uccisi. Nel frattempo il grosso della 1ª Armata tedesca del generale von Kluck continuò ad avanzare verso sud-ovest e il 20 agosto entrò a Bruxelles.

## Gli eserciti contrapposti

### L'esercito tedesco

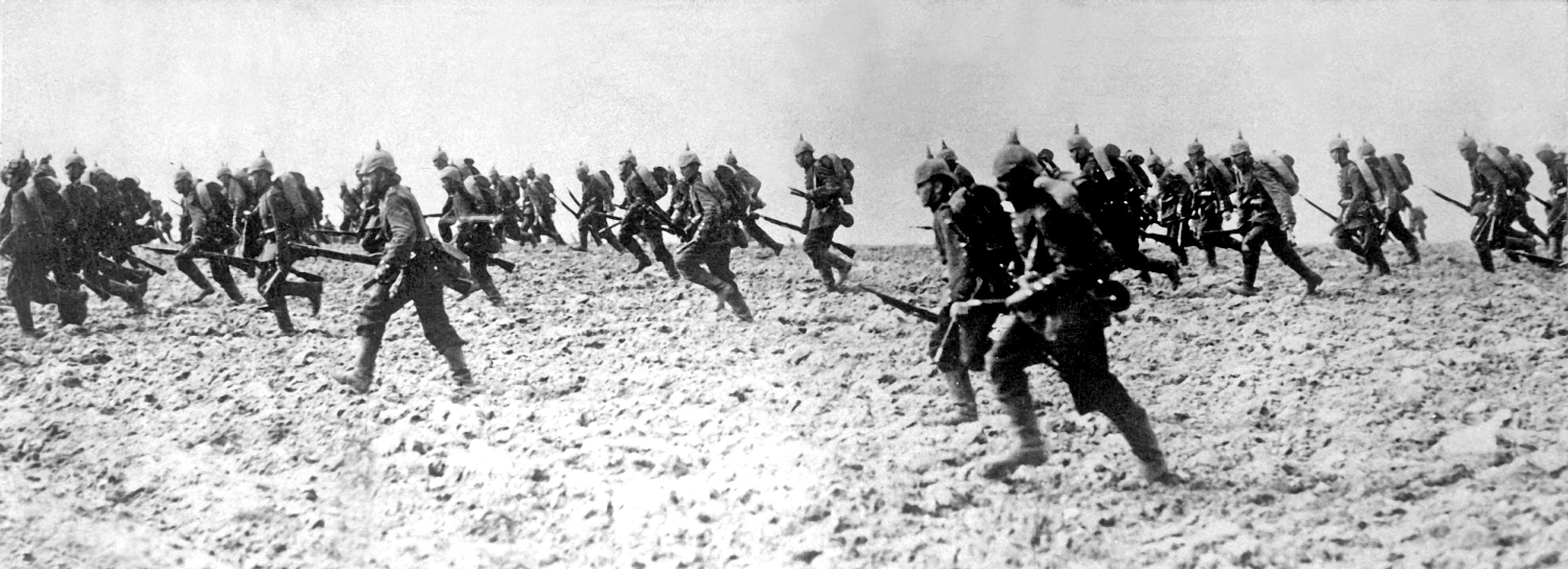
Soldati tedeschi all'attacco nell'agosto 1914.

All'inizio della guerra europea l'esercito tedesco appariva chiaramente la forza armata più preparata, temuta ed efficiente del mondo. Dal punto di vista tecnico e tattico gli esperti dello stato maggiore sembravano aver compreso l'importanza della potenza di fuoco delle armi moderne; il soldato tedesco indossava la nuova divisa feldgrau e il pickelhaube, l'elmo di cuoio a chiodo dell'esercito prussiano, ed era armato con il fucile a retrocarica a cinque colpi Mauser 98 da 7,92 mm. In ogni reggimento dal 1913 era stata inserita una compagnia di mitragliatrici con la affidabile e potente MG 08. L'artiglieria campale divisionale e di corpo d'armata erano equipaggiate con i cannoni da 7,7 cm e soprattutto disponeva degli obici pesanti da 10,5 cm e 15 cm in grado di fornire una notevole potenza di fuoco.
Le truppe erano state addestrate ad avanzare con rapide manovre con il sostegno delle mitragliatrici, sfruttando la copertura del terreno e utilizzando tattiche elastiche di squadra fondate sull'impiego combinato di tutte le armi. Inoltre, secondo la dottrina del Auftragstaktik, la teoria tedesca prevedeva la decentralizzazione della direzione tattica sul campo di battaglia e quindi la valorizzazione della capacità di iniziativa di ufficiali inferiori e sottufficiali. In realtà in alcune fasi dei combattimenti sulle frontiere anche l'esercito tedesco sferrò attacchi in massa tradizionali con dense colonne a ranghi serrati e subì pesanti perdite. Gli ufficiali superiori tedeschi, in particolare gli uomini dello stato maggiore generale, erano dotati nel complesso di grande preparazione tecnica; alcuni generali dimostrarono tuttavia eccessiva aggressività e scarsa capacità di collaborazione, mentre altri furono eccessivamente prudenti e timorosi; lo stesso capo di stato maggiore, generale von Moltke, in non buone condizioni di salute, non riuscì sempre a mantenere un adeguato controllo delle operazioni.

### L'esercito francese

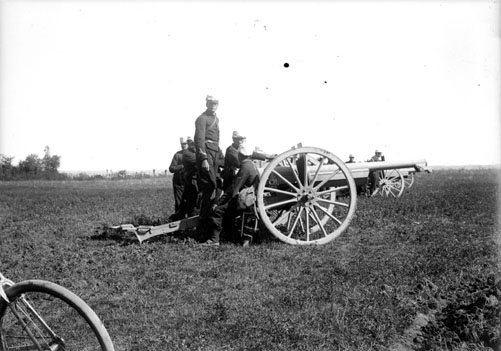
Un cannone da 75 mm in azione durante le manovre.

L'esercito francese entrò in guerra impiegando ottimisticamente le teorie tattico-operative dell'offensiva ad oltranza; queste concezioni tattiche erano condivise dalla maggior parte dei generali francesi e si fondavano su una presunta superiorità morale del soldato francese. I teorici prevedevano il cosiddetto attaque brusquée frontale alla baionetta in masse compatte che avrebbe sbaragliato il nemico grazie all'élan e alla "furia francese",. Il soldato era ancora equipaggiato con la sfolgorante divisa ottocentesca con la lunga giubba blu (la capote) e i vistosi pantalon rouge; era armato modernamente con il fucile Lebel da 8 mm con caricatore tubulare da otto colpi e la mitragliatrice Saint-Étienne ma i comandi mostravano dubbi sulla reale importanza di questa arma, considerata poco affidabile, pesante ed eccessiva consumatrice di munizioni. Il punto di forza dell'esercito francese era costituito dall'eccellente artiglieria campale che era dotata dal famoso cannone campale da 75 mm assegnato alle batterie divisionali ed alla riserva di corpo d'armata. Si trattava di un cannone campale molto superiore a quelli nemici, dotato di grande precisione, di una notevole gittata e soprattutto di una impressionante cadenza di tiro; i generali francesi contavano su questi cannoni per supportare gli attacchi di fanteria. L'esercito francese era invece carente nel campo dell'artiglieria pesante, ritenuta troppo lenta e ingombrante e quindi non adatta alle veloci manovre offensive previste dalla teoria; erano disponibili solo 300 pezzi di artiglieria pesante da 105, 120 e 155 mm del vecchio tipo de Bange o del più moderno modello Rimailho.
Durante la battaglia delle frontiere i francesi risentirono di queste carenze di armamento e delle irrealistiche scelte tattiche; la superiorità dell'artiglieria pesante e delle mitragliatrici tedesche causò perdite elevatissime e frustrò lo slancio offensivo delle truppe. Il comandante in capo, generale Joffre, era dotato di grande determinazione e fiducia ed era strettamente aderente alle teorie offensive; in generale diede il comando a ufficiali che condividessero ottimismo e risolutezza e rimosse i generali più prudenti. Nel complesso tuttavia la sua solidità di spirito e il suo ottimismo contribuirono ad evitare una ritirata disastrosa dopo le sconfitte iniziali.

### L'esercito britannico
Il corpo di spedizione britannico sbarcato in Francia entro il 20 agosto era costituito da truppe regolari di professionisti esperte e ben addestrate con adeguati supporti logistici. Dopo la deludente prestazione nel corso della grande guerra boera del 1899-1902 l'esercito britannico aveva iniziato un programma di riforme costituendo nel 1906 lo Stato maggiore Imperiale e modernizzando soprattutto l'armamento e l'organizzazione logistica. La fanteria britannica era equipaggiata dal 1899 con la moderna uniforme color khaki ed entrò in campo armata dell'ottimo fucile Lee-Enfield a dieci colpi e della robusta mitragliatrice Vickers. L'artiglieria era qualitativamente ottima e disponeva dell'eccellente cannone campale a tiro rapido da 18 libbre; inoltre disponeva di obici da 4,5 pollici e di cannoni pesanti da 60 libbre.
Dal punto di vista della tattica, la teoria britannica sottolineava l'importanza della potenza di fuoco ma continuava ancora a preferire l'attacco a distanza ravvicinata preceduto dall'impiego dei cannoni e delle mitragliatrici. Nello stato maggiore accanto a generali dotati di buone capacità, erano presenti ufficiali di scarsa qualità e eccessivamente legati alle vecchie tattiche. Il feldmaresciallo French, comandante in capo, dimostrò modeste doti di comando ed ebbe grande difficoltà a collaborare con i generali francesi. Nelle prime battaglie i britannici dimostrarono tenacia e buon addestramento al tiro, ben impressionando le truppe tedesche e riuscendo a ripiegare ordinatamente senza disgregarsi.

## Alsazia e Lorena
(Il generale Joseph Joffre al ministro della Guerra francese Adolphe Messimy il 20 agosto 1914)

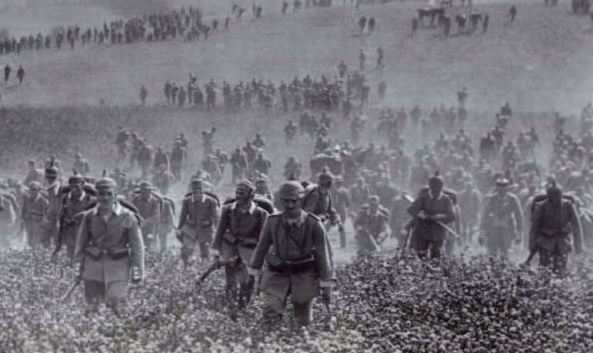
Truppe tedesche in avanzata in Lorena nella fase iniziale della battaglia delle Frontiere, agosto 1914.

Ancor prima del completamento della concentrazione delle due armate francesi destinate, secondo i piani del generale Joffre, a sferrare la grande offensiva in Lorena, il VII corpo d'armata del generale Louis Bonneau aveva attaccato in Alsazia fin dal 7 agosto. Le truppe francesi trovarono scarsa opposizione da parte dei deboli reparti di copertura tedeschi presenti ed entrarono facilmente a Mulhouse nel pomeriggio dell'8 agosto, accolte festosamente dalla popolazione. Il successo francese tuttavia fu di breve durata; il generale von Heeringen, comandante della 7ª Armata a Strasburgo, decise di passare rapidamente alla controffensiva e, dopo aver concentrato i suoi tre corpi d'armata, attaccò Mulhouse alle ore 15 del 9 agosto.
La battaglia per Mulhouse continuò fino al 13 agosto e fu molto combattuta; entrambe le parti subirono forti perdite e le truppe soffrirono molto per il caldo, la disorganizzazione e la mancanza d'acqua. I combattimenti, iniziati nei campi intorno alla città continuarono molto violenti anche all'interno dell'abitato di Mulhouse che venne riconquistato, dopo scontri disordinati e confusi, dalle truppe del XIV corpo d'armata tedesco. Il generale Bonneau, molto preoccupato per la sconfitta, decise di ripiegare, abbandonò il terreno conquistato e si ritirò fino a Belfort. A Mulhouse le truppe tedesche si abbandonarono a violenze contro la popolazione ed a rappresaglie per la presenza di presunti franchi tiratori.
Il generale Joffre destituì immediatamente il generale Bonneau ma, nonostante l'insuccesso, non modificò i suoi piani; fin dall'11 agosto, aveva ordinato di sferrare il grande attacco in Lorena. Per stabilizzare la situazione sul fianco destro, costituì, al comando del generale Paul-Marie Pau una nuova "Armata d'Alsazia" con il VII corpo d'armata, passato al comando del generale Frèdéric Vautier, quattro divisioni di riserva, una divisioni di cavalleria e alcuni battaglioni di cacciatori delle Alpi. Il generale Pau ricevette il compito di proteggere il fianco destro delle armate incaricate dell'offensiva, difendendo l'Alsazia fino al confine svizzero.
L'attacco principale sarebbe stato sferrato a sud della linea fortificata tedesca tra Metz e Thionville, la cosiddetta Moselstellung; a destra la 1ª Armata al comando del generale Auguste Dubail, sarebbe avanzata con quattro corpi d'armata ad est di Nancy in direzione di Sarrebourg e, dopo aver conquistato questa città, sarebbe entrata in Alsazia verso Strasburgo. L'offensiva del generale Dubail avrebbe dovuto essere coperta sul suo fianco sinistro da tre corpi d'armata della 2ª Armata del generale Édouard de Castelnau che avrebbero conquistato Dieuze, Château-Salins e Morhange. Infine altre forze dell'armata del generale Castelnau sarebbero rimaste disponibili per contrastare eventuali contrattacchi nemici provenienti da nord. Il piano del generale Joffre presentava dei rischi: dal punto di vista tattico le truppe francesi avrebbero dovuto avanzare su un terreno difficile e irregolare caratterizzato da vallate, colline, corsi d'acqua, profondi valloni; sbucando fuori dalla cosiddetta Trouée de Charmes, i reparti si sarebbero dovuti allargare su un ampio fronte esposto ad attacchi nemici sui fianchi; inoltre il comandante in capo non aveva notizie precise sulle forze nemiche schierate in Lorena che non riteneva molto numerose. Il generale Joffre trascurò completamente i prudenti consigli del generale Castelnau e sollecitò invece il generale Dubail ad avanzare subito con la "massima energia".
Il principe Rupprecht di Baviera, comandante in capo della 6ª Armata tedesca, aveva raggiunto, insieme al capo di stato maggiore, generale Konrad Krafft von Dellmensingen, il suo quartier generale a Saint-Avold il 9 agosto. Le forze di cui disponeva erano costituite dai quattro corpi d'armata bavaresi ed erano ampiamente sparpagliate lungo il confine della Lorena in contatto a sud con le truppe del generale von Heeringen che il 10 agosto vennero poste operativamente ai suoi ordini dall'alto comando tedesco. Il generale von Moltke aveva assegnato alle forze del principe Rupprecht soprattutto compiti difensivi; il loro principale obiettivo consisteva nel tenere impegnate una parte delle truppe nemiche in attesa che l'ala destra dell'esercito tedesco raggiungesse un successo decisivo in Belgio. Inizialmente il principe Rupprecht e il generale Krafft von Dellmensingen non avevano informazioni precise sulle forze e sulle intenzioni dei francesi; l'11 agosto vennero a conoscenza, grazie al ritrovamento di un rapporto dello stato maggiore del generale Castelnau, che almeno sei corpi d'armata francesi erano concentrati in Lorena.
Nonostante le indicazioni dell'alto comando tedesco, il principe Rupprecht e il generale Krafft von Dellmensingen, poco soddisfatti dei compiti rigidamente difensivi assegnati alla 6ª Armata, stavano studiando altre possibili strategie operative. Un progetto del capo di stato maggiore per attaccare verso la Mosella e la Meurthe venne rapidamente respinto dall'alto comando tedesco. Di conseguenza il generale Krafft von Dellmensingen decise di adottare un secondo piano che prevedeva di organizzare una lenta ritirata verso est ed attirare il grosso delle forze francesi tra Metz e Strasburgo dove sarebbero state attaccate da tre direzioni. Il generale Hermann von Stein, capo di stato maggiore del generale von Moltke, sembrò condividere questo piano e autorizzò il principe Rupprecht a metterlo in pratica iniziando a ripiegare verso la Saar.
Il 14 agosto le truppe francesi iniziarono in un'atmosfera di grande entusiasmo patriottico l'offensiva generale in Lorena; il XIII e l'VIII corpo d'armata della 1ª Armata del generale Dubail e il XV, XVI e XX corpo d'armata della 2ª Armata del generale Castelnau entrarono in azione marciando in direzione di Sarrebourg e Morhange. I francesi incontrarono inizialmente solo la resistenza delle retroguardie tedesche; le truppe bavaresi ripiegarono ordinatamente impiegando soprattutto il fuoco dell'artiglieria pesante e di reparti di retroguardia per rallentare l'avanzata delle ingenti forze nemiche. Le truppe francesi raggiunsero subito alcuni successi: il XIII e l'VIII corpo d'armata avanzarono fino a dodici chilometri da Sarrebourg, mentre i bavaresi del I corpo d'armata si ritiravano dietro il canale Marna-Reno, dopo aver effettuato vaste distruzioni e aver bruciato i villaggi. Il 15 agosto iniziarono forti piogge che resero difficile la marcia sul terreno, ma i francesi continuarono per altri due giorni ad avanzare su tutto il fronte, nonostante che l'artiglieria bavarese, schierata sulle posizioni dominanti tra Morhange e Dieuze, e abili postazioni di mitragliatrici mascherate nei boschi avessero inflitto forti perdite e dimostrato la potenza di fuoco di fronte alla fanteria francese all'attacco allo scoperto.

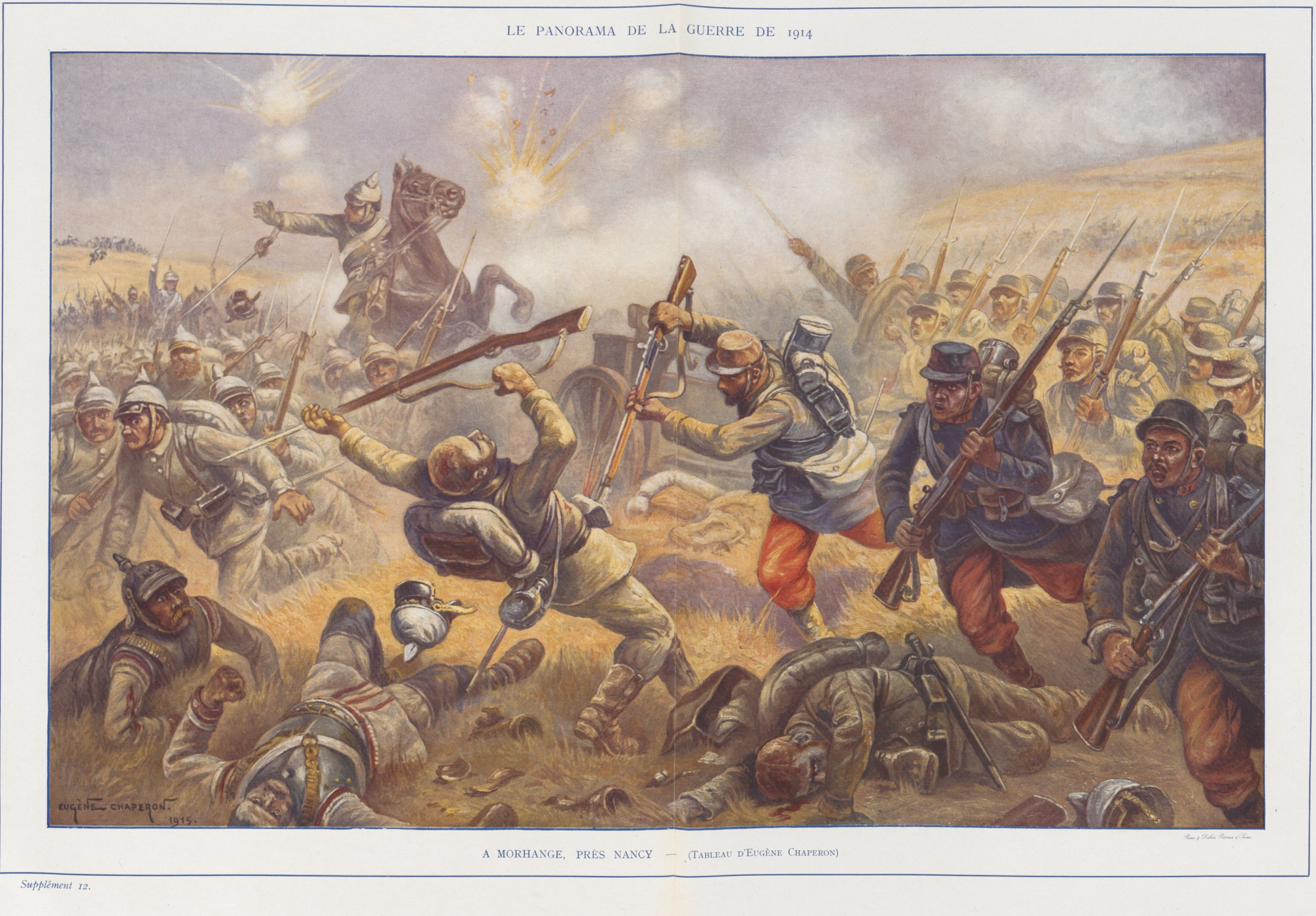
Immagine di propaganda francese raffigurante la battaglia a Morhange.

Il generale Joffre cercò di evitare di esporre le sue armate e quindi fece avanzare le truppe lentamente e su tutta la linea del fronte, ordinando ai generali Dubail e Castelnau di proteggere i fianchi e non perdere i collegamenti laterali; inoltre il generale Pau ricevette l'ordine di risalire al più presto con le sue truppe dalla regione di Colmar verso nord per rafforzare l'ala destra della 1ª Armata. Il 17 agosto i francesi conquistarono Château-Salins, dove entrarono le agguerrite truppe lorenesi del XX corpo d'armata del generale Ferdinand Foch, e Diueze, che fu occupata dai soldati del XV corpo d'armata; sulla destra le formazioni della 1ª Armata del generale Dubail, l'VIII corpo d'armata, raggiunsero Sarrebourg, evacuata ed incendiata dai soldati bavaresi che, secondo gli ordini del principe Rupprecht, continuavano a ripiegare verso est. I soldati francesi, dopo aver conseguito una serie di vittorie tattiche, proseguivano la loro marcia, sostenuti dal fuoco delle batterie da 75 mm; il morale delle truppe era altissimo nonostante le perdite subite; le tattiche offensive sembravano avere pieno successo e l'obiettivo del Reno appariva in vista.
Contemporaneamente erano in corso violenti combattimenti anche in Alsazia dove il VII corpo d'armata del generale Vautier aveva dato inizio ad un nuovo attacco verso Mulhouse; le difese tedesche eran affidate al solo XIV corpo d'armata ed a unità di riserva di minor valore mentre il resto della 7ª Armata del generale von Heeringen era in corso di trasferimento verso nord per supportare l'armata del principe Rupprecht. La seconda battaglia per Mulhouse iniziò al mattino del 19 agosto e gli scontri più aspri ebbero luogo nel sobborgo di Dornach. I tedeschi subirono perdite molto pesanti per il fuoco delle mitragliatrici nemiche e tutti i tentativi di respingere i francesi fallirono; alle ore 16 venne dato l'ordine di ritirata; i soldati tedeschi ripiegarono nella confusione dopo aver distrutto il sobborgo e alla fine il XIV corpo d'armata si ritirò verso est in direzione del Reno.

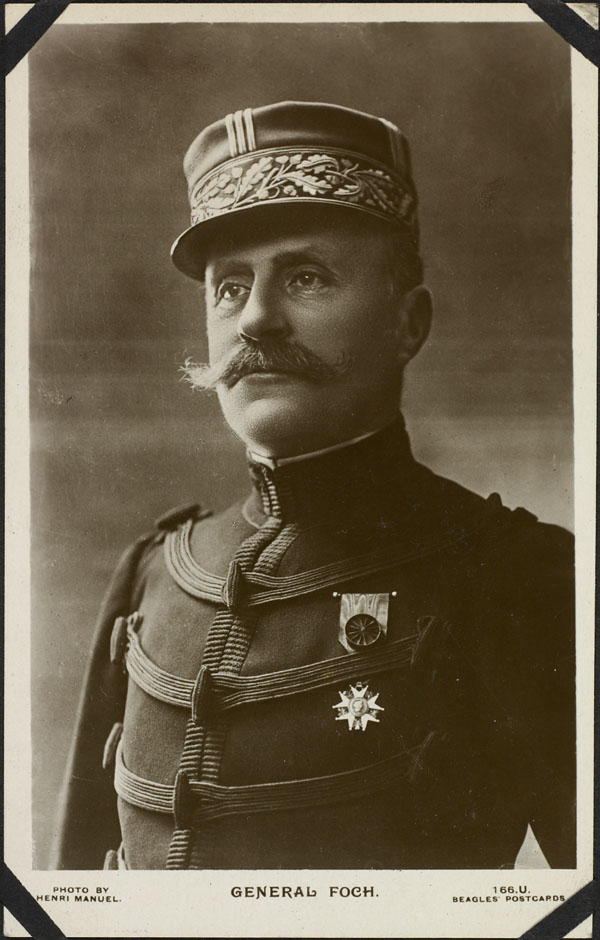
Il generale Ferdinand Foch, comandante del XX corpo d'armata francese a Morhange.

Il principe Rupprecht aveva ripiegato lentamente mantenendo la coesione della sua armata e infliggendo notevoli perdite al nemico ma non era affatto soddisfatto dell'incarico apparentemente secondario affidatogli e dubitava dell'efficacia dei piani predisposti dall'OHL per attirare i francesi in profondità. Egli e il generale Krafft von Dellmensingen ritenevano invece che fosse opportuno passare al contrattacco per infliggere al nemico una pesante sconfitta e avanzare verso Nancy. I due generali riferirono che le truppe bavaresi erano desiderose di interrompere la sterile ritirata e passare all'attacco. Inoltre le truppe del generale von Heeringen stavano completando la marcia di trasferimento a nord e potevano rafforzare il fianco sinistro della 6ª Armata. Dopo una serie di vivaci colloqui telefonici con l'Alto comando tedesco tra il 16 e il 18 agosto, il maggiore Zollner e il maggiore Dommes vennero inviati dal generale von Moltke al quartier generale del principe Rupprecht per prendere una decisione. Il maggiore Dommes riferì che effettivamente c'erano notizie del trasferimento di reparti francesi dalla Lorena verso le Ardenne e che sembrava difficile attirare più a est il nemico continuando a ripiegare. Egli tuttavia mise in evidenza i pericoli di un attacco frontale. Alla fine la decisione definitiva venne presa nel pomeriggio del 18 agosto durante un colloquio telefonico tra il generale Krafft von Dellmensingen e il generale von Stein; quest'ultimo, pur non dando il suo consenso esplicito alla controffensiva, autorizzò il comando della 6ª Armata ad agire come ritenesse più opportuno.
Il generale Joffre nel frattempo aveva parzialmente modificato la linea di avanzata delle sue forze, deviando verso nord e la valle della Saar la direzione di marcia della 2ª Armata; il XX corpo d'armata del generale Foch costituiva l'elemento di punta dell'armata del generale Castelnau e il 19 agosto era giunto a contatto con le difese tedesche di Morhange. Il generale Foch, comandante molto determinato e dal grande spirito offensivo, era deciso ad attaccare alle ore 6 del 20 agosto, ma nella notte il generale Castelnau, preoccupato per un eventuale contrattacco nemico, ordinò di rimanere fermi sulle posizioni raggiunte. Apparentemente il generale Foch non ricevette in tempo i nuovi ordini e quindi egli stava iniziando il suo attacco quando a loro volta, alle ore 5, anche i bavaresi passavano alla controffensiva. Lungo tutto il fronte iniziarono violente e confuse battaglie d'incontro tra i due eserciti entrambi lanciati all'assalto. Il generale Foch riuscì a fare qualche progresso verso Morhange; le sue truppe penetrarono una parte delle linee trincerate nemiche ma, attaccando allo scoperto, vennero colpite dal micidiale fuoco delle mitragliatrici e dei cannoni delle forze bavaresi schierate su posizioni fortificate. Inoltre l'avanzata del XX corpo lasciò esposto il fianco sinistro della 2ª Armata dove erano schierati il XV e il XVI corpo d'armata.
L'attacco principale del principe Rupprecht venne sferrato da tre direzioni e fu preceduto da un potente ed efficace tiro dell'artiglieria pesante tedesca che era schierata sulle alture e aveva già predisposto precisi campi di tiro. I cannoni tedeschi distrussero molte batterie campali e devastarono le linee della fanteria francese. Mentre il I corpo bavarese attaccava a Sarrebourg l'VIII corpo d'armata della 1ª Armata francese del generale Dubail, gli attacchi bavaresi più pericolosi colpirono la 2ª Armata, soprattutto il XV e il XVI corpo d'armata schierati a destra del XX corpo giunto a Morhange. Il III corpo bavarese respinse tutti gli attacchi del XX corpo e il generale Foch dovette constatare il fallimento del suo attacco e delle tattiche di assalto frontali. Le sue divisioni subirono perdite altissime pur riuscendo a mantenere la coesione ed a battersi accanitamente in difesa. Il XVI corpo d'armata e soprattutto il XV corpo d'armata francesi subirono invece una completa disfatta sul fianco destro. Nel pomeriggio del 20 agosto, entrambe queste formazioni stavano ripiegando in disordine dopo aver abbandonato armi ed equipaggiamenti; il generale Castelnau fu costretto ad ordinare la ritirata generale fino alla linea del Meurthe ad est di Nancy.
La disfatta della 2ª Armata ebbe conseguenze decisive anche per la 1ª Armata; il generale Dubail era impegnato tenacemente a respingere gli attacchi e le sue truppe non avevano perso terreno. Le notizie della sconfitta a Morhange, comunicate telefonicamente nel tardo pomeriggio dal generale Joffre, costrinsero alla ritirata. L'VIII corpo d'armata quindi abbandonò Sarrebourg, sotto la pressione del I corpo bavarese, e insieme al XIII corpo ripiegò a sud-ovest per cercare di coprire il fianco della 2ª Armata in rotta, dove solo il corpo d'armata del generale Foch ancora resisteva coraggiosamente pur essendo costretto a retrocedere verso Nancy. Al termine della giornata del 20 agosto il bavaresi poterono parlare di "vittoria totale"; i francesi ebbero, secondo alcuni storici, 10000 morti e feriti e 14000 prigionieri.

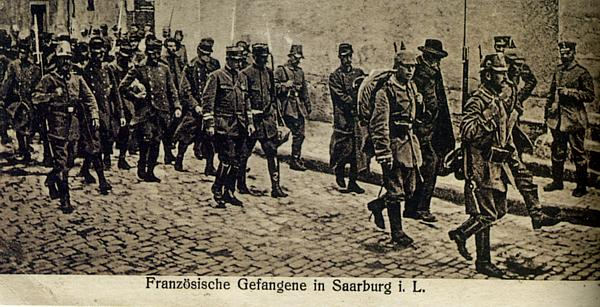
Prigionieri francesi catturati a Sarrebourg.

Il 21 agosto la situazione dei francesi si aggravò ancora; mentre anche le truppe del generale Pau in Alsazia erano attaccate, il principe Rupprecht riprese l'offensiva principale in Lorena con un nuovo potente bombardamento d'artiglieria; il villaggio di Sainte-Geneviève venne distrutto dal fuoco dei cannoni e i reparti in ritirata del XV e del XVI corpo d'armata francese subirono ulteriori perdite e si disgregarono completamente. Il XX corpo del generale Foch continuò a ripiegare combattendo e abbandonò Château-Salins. Alle ore 10 l'intera 2ª Armata era in ritirata; il generale Dubail, fortemente contrariato con il generale Castelnau, a cui attribuiva la sconfitta, fu costretto ad arretrare con la 1ª Armata fino al fiume Meurthe. Il generale Castelnau era molto preoccupato e in un primo momento ipotizzò la necessità di abbandonare anche Nancy e ripiegare ad ovest della Mosella fino a Toul e Epinal. Il generale Joffre al contrario escluse ogni ulteriore ritirata e ordinò al IX corpo d'armata di intervenire sul fianco sisntro della 2ª Armata; a Nancy la difesa della città fu assunta dal generale Foch che, con i suoi soldati lorenesi del XX corpo d'armata, mostrò la ferma volontà di non cedere, di continuare a combattere e di contrattaccare.
La difesa francese fu favorita anche dagli errori dei bavaresi; dopo la vittoria del 20 agosto, le truppe del principe Rupprecht non avanzarono rapidamente per sfruttare il successo ma persero alcuni giorni devastando il territorio e le cittadine, dimostrando un comportamento brutale verso la popolazione e i presunti franchi tiratori civili. In alta Alsazia la 7ª Armata del generale von Heeringen non raggiunse i suoi obiettivi e venne fortemente rallentata da reparti di retroguardia francesi; inoltre si verificarono nuovi contrasti tra i comandi sulle decisioni strategiche da prendere. Mentre il 23 agosto le truppe bavaresi occupavano Luneville e Saint-Dié, al quartier generale della 6ª Armata il principe Rupprecht e il generale Krafft von Dellmensingen attendevano nuovi ordini da parte dell'OHL riguardo allo sviluppo da dare alle operazioni; essi prevedevano che sarebbe stato deciso di interrompere l'offensiva e che una parte delle loro forze sarebbe stata trasferita a nord per rinforzare l'avanzata principale in Belgio. Invece arrivò la comunicazione del colonnello Gerhard Tappen, capo dell'ufficio operazioni dell'OHL, che prescriveva di continuare l'offensiva deviando verso sud in direzione di Epinal. Nell'Alto comando tedesco si sperava di ottenere una vittoria decisiva in Lorena e di organizzare una doppia manovra di aggiramento come nella battaglia di Canne, in cooperazione con le truppe in marcia da nord.
Questa decisione si sarebbe rivelata un grave errore; grandi forze tedesche furono trattenute definitivamente in un teatro di guerra secondario dove, nonostante i successi iniziali, non riuscirono a conseguire una vittoria strategica e invece si logorarono inutilmente in una sterile lotta frontale. Il generale Joffre al contrario aveva già iniziato a trasferire una parte delle truppe verso ovest; in Alsazia venne sciolta l'armata del generale Pau e i suoi reparti dal 26 agosto furono caricati sui treni diretti a Parigi. Inoltre l'errore tattico dei bavaresi, che avevano deviato verso Epinal, permise al generale Foch di contrattaccare con successo da Nancy con il XX corpo d'armata a partire dal 24 agosto. I francesi dei generali Castelnau e Dubail stavano per riprendere l'iniziativa e sarebbero riusciti tra la fine del mese di agosto e la prima settimana di settembre a bloccare completamente l'avanzata dei bavaresi del principe Rupprecht infliggendo loro pesanti perdite nella battaglia del Trouée de Charmes e nella Battaglia del Gran Couronné.

## Le battaglie nelle Ardenne

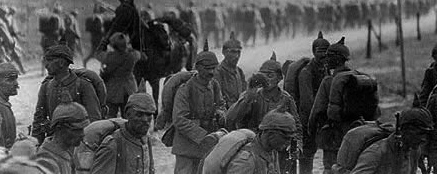
Truppe tedesche in azione sul fronte occidentale.

La sera del 20 agosto il generale Joffre aveva comunicato al ministro della Guerra Adolphe Messimy di "attendere con piena fiducia" l'esito della battaglia lungo tutto il fronte. Anche dopo aver ricevuto le prime notizie della sconfitta in Lorena, il comandante in capo francese rimase ottimista e fortemente intenzionato a mettere in azione le sue armate secondo i progetti aggressivi del Piano XVII. Il generale considerò che gli sviluppi della situazione fossero favorevoli: impegnando molte forze contro la 1ª e al 2ª Armata francese, i tedeschi evidentemente avrebbero indebolito il settore centrale del loro schieramento nelle Ardenne dove egli era pronto a sferrare quello che riteneva l'attacco decisivo.
La notte del 20 agosto, già a conoscenza del fallimento a Morhange, il generale Joffre diede inizio quindi alla manovra delle sue armate principali nelle Ardenne; le truppe e i comandanti erano ottimisti e risoluti. Anche se il 16 agosto il quartier generale aveva diramato nuove disposizioni in cui evidenziava le carenze tattiche dimostrate nei primi scontri e sottolineava la necessità di impiegare prima dell'assalto l'artiglieria campale ed evitare di "esporsi imprudentemente al fuoco nemico", le armate francesi andarono all'attacco contando, come previsto dalle teorie belliche adottate da molti anni, sull'urto frontale, sull'offensiva ad oltranza e sull'élan dei soldati francesi.

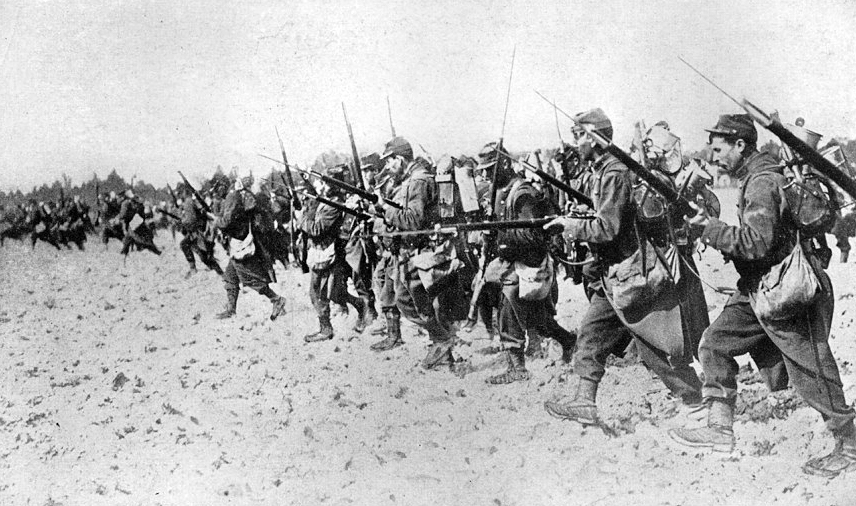
Fanteria francese all'assalto in formazione serrata.

In realtà la situazione sul campo presentava già notevoli difficoltà strategiche per gli alleati; il generale Joffre era stato informato che sul fianco settentrionale le deboli forze belghe, incapaci di arrestare l'invasione tedesca, avevano iniziato a ripiegare verso Anversa lasciando solo una divisione a presidiare la fortezza di Namur, mentre il Corpo di spedizione britannico del generale John French era ancora in fase di organizzazione e non sarebbe potuto entrare in azione prima di alcuni giorni. Il generale Joffre nonostante queste difficoltà decise di proseguire con i suoi piani; sul fianco destro della forza principale impegnata nelle Ardenne, egli fece entrare in azione la potente 5ª Armata del generale Charles Lanrezac; questo generale, allarmato dai progressi tedeschi in Belgio, aveva già chiesto il permesso di riallineare le sue forze spostandosi verso ovest nell'angolo formato dai fiumi Sambre e Mosa. Il generale Joffre il 12 agosto aveva ordinato al generale Lanrezac di muovere il I Corpo d'armata ad ovest di Dinant sulla Mosa; il 15 agosto il generale Lanrezac, sempre più preoccupato, avvertì che forze tedesche stavano attaccando Dinant. Il generale Joffre quindi diramò la sua Istruzione Speciale N. 10; egli affermava che forse i tedeschi "stavano compiendo il loro sforzo maggiore con l'ala destra a nord di Givet" e ordinava alla 5ª Armata di muovere a nordovest per prendere posizione dietro la Sambre; egli riteneva che queste forze fossero in grado di affrontare e battere, "di concerto con l'esercito inglese e quello belga", il "gruppo settentrionale" del nemico, dandogli il tempo di sferrare l'attacco decisivo al centro. Il comandante in capo francese era convinto che le sue armate fossero in netta superiorità numerica nelle Ardenne, che i tedeschi disponessero solo di deboli forze in quel settore e che il terreno, fortemente boscoso e apparentemente inadatto allo svolgimento di grandi offensive, avrebbe invece favorito i francesi che avrebbero potuto impiegare la loro moderna e efficace artiglieria leggera campale da 75 mm.
Le forze tedesche che stavano avanzando in direzione delle Ardenne, al centro dello schieramento germanico, non erano affatto deboli e inferiori numericamente ai francesi come riteneva il generale Joffre; si trattava della 4ª Armata del duca Albrecht di Württemberg e della 5ª Armata del Principe Guglielmo, il figlio del Kaiser, un potente raggruppamento di forze costituito da dieci corpi d'armata con artiglieria pesante campale che aveva il compito di proteggere, avanzando aggressivamente nelle Ardenne, il fianco sinistro della massa principale dell'ala destra tedesca impegnata nella marcia ad ampio raggio attraverso il Belgio. La 4ª Armata doveva dirigere l'attacco verso Neufchâteau, mentre la 5ª Armata avrebbe attraversato le Ardenne meridionali in direzione di Virton e Longwy. Il Kromprinz aveva stabilito il quartier generale della sua armata a Thionville (Diedenhofen); gli ufficiali del comando erano desiderosi di attaccare e accolsero con grande favore l'ordine dell'OHL di iniziare la marcia nelle Ardenne il 19 agosto.
A partire dal 20 agosto la 3ª Armata francese del generale Pierre Ruffey e la 4ª Armata del generale Fernand de Langle de Cary iniziarono a loro volta la marcia verso nord-ovest in direzione di Briey e di Neufchâteau secondo gli ordini del generale Joffre. Il giorno 21 le punte avanzate entrarono in contatto in una confusa serie di schermaglie. La giornata fu caratterizzata dalla nebbia che ridusse la visibilità già ostacolata dal terreno collinoso e boscoso; le truppe tedesche della 4ª e 5ª Armata in avanzata tra Bastogne e Lussemburgo da due giorni, si attendevano attacchi francesi ma ignoravano la forza e la posizione del nemico; i reparti adottarono sistematicamente la tattica di organizzare trinceramenti sulle posizioni raggiunte e mettere in azione le mitragliatrici per decimare le truppe nemiche all'assalto.
Le battaglie principali iniziarono tuttavia il 22 agosto; in alcune occasioni i cannoni campali francesi da 75 mm ebbero modo di colpire a sorpresa alcune unità tedesche allo scoperto con effetti devastanti, ma la fanteria francese, addestrata all'attacco brusquée alla baionetta, non organizzò posizioni difensive e lanciò continui attacchi frontali che furono sanguinosamente respinti dai tedeschi che sfruttarono il sostegno dell'artiglieria campale pesante e impiegarono le mitragliatrici in modo offensivo.
Al primo mattino il generale Ruffey, comandante della 3ª Armata francese, diede inizio all'avanzata dei suoi tre corpi d'armata tra Virton e Longwy; il generale era preoccupato e dubbioso; le sue truppe avanzavano nella nebbia e non avevano informazioni precise sulla presenza del nemico. Alcuni contadini belgi riferirono che i tedeschi erano presenti in gran numero nei boschi e nei campi di grano; il generale comunicò al quartier generale i suoi timori e le sue valutazioni sulla quantità di forze nemiche, ma il comando supremo non tenne alcun conto dei suoi avvertimenti. Più a nord, tra Tintigny, Rossignol e Neufchâteau, avanzava invece la 4ª Armata francese del generale Langle de Cary che, ottimista, energico e desideroso di entrare in azione, non sembrò impressionato dalle voci di grandi forze tedesche in movimento nelle foreste. Il generale intendeva attaccare con audacia e velocità senza perdere tempo in ricognizione del terreno; si contava di sorprendere il nemico ma, come disse in seguito il generale, "fummo noi ad essere colti di sorpresa"
A causa della mancanza di adeguate informazioni e della scarsa visibilità si verificarono una serie di battaglie d'incontro: al centro della linea d'avanzata della 3ª Armata del generale Ruffey il V corpo d'armata incappò nelle posizioni già predisposte del XIII corpo d'armata wurttemburghese, appartenente alla 5ª Armata del Kromprinz Guglielmo. Iniziarono una serie di combattimenti confusi nella boscaglia mentre i francesi portavano avanti i cannoni campali; i tedeschi erano presenti in forze e disponevano di artiglieria pesante che, sfruttando un diradamento della nebbia, sferrò un violento tiro di controbatteria. Gli assalti frontali lanciati dalla fanteria francese furono respinti con pesanti perdite dalle efficaci posizioni di fuoco delle mitragliatrici tedesche; il V corpo d'armata dovette ritirarsi lasciando un ampio varco al centro delle linee francesi.
Sull'ala sinistra dell'armata del generale Ruffey, anche il IV corpo d'armata francese fu messo in difficoltà nel settore di Virton dall'arrivo inaspettato del V corpo d'armata prussiano appartenente alla 5ª Armata tedesca del Kromprinz. I combattimenti volsero a vantaggio dei tedeschi, i francesi dovettero ripiegare. Sull'ala destra il VI corpo d'armata francese invece mantenne in un primo tempo le sue posizioni e ottenne alcuni successi contro il VI corpo d'armata di riserva tedesco. I combattimenti nel terreno boscoso sotto la pioggia furono molto violenti e i cannoni campali da 75 mm francesi colpirono con efficacia le linee nemiche infliggendo gravi perdite. Nonostante i successi raggiunti, alla fine anche il VI corpo non poté evitare la sconfitta soprattutto a causa del cedimento dei due corpi d'armata francesi schierati più a nord che stavano retrocedendo sotto la pressione delle altre formazioni della 5ª Armata tedesca; l'intera 3ª Armata francese alla fine del 22 agosto stava ripiegando verso sud.
Il generale Ruffey era in difficoltà anche a causa delle decisioni del generale Joffre che il 21 agosto aveva costituito una nuova "Armata di Lorena", affidata al comando del generale Michel Joseph Maunoury con il compito di consolidare il fronte francese tra Verdun e Nancy. Tre divisioni della 3ª Armata del generale Ruffey furono quindi trasferite alla nuova armata nonostante le rimostranze e le forti critiche del suo comandante. Il generale Ruffey nel pomeriggio del 22 agosto entrò in comunicazione con il generale Maunoury, lo avvertì della critica situazione e richiese sostegno per rinforzare la sua ala destra; il generale Mauroury decise di far intervenire due divisioni di fanteria ma i francesi non giunsero in tempo per evitare la sconfitta delle forze del generale Ruffey.

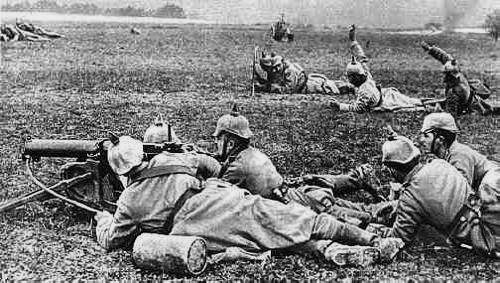
Mitraglieri tedeschi in azione con una MG 08.

A Esch in Lussemburgo, nuovo quartier generale della 5ª Armata tedesca, c'era inizialmente forte tensione, i collegamenti con l'Oberste Heeresleitung erano scadenti e le notizie dal campo di battaglia erano incerte. Al termine della giornata il Kromprinz e i suoi ufficiali ricevettero con sollievo notizie favorevoli: divenne evidente che l'offensiva francese era stata respinta e venivano segnalate colonne nemiche in fuga disordinata verso sud.
Il 22 agosto anche la 4ª Armata francese del generale de Langle de Cary aveva iniziato la sua offensiva marciando in direzione di Neufchâteau, ma le truppe francesi andarono incontro ad una serie di sconfitte; il II corpo d'armata venne bloccato dal fuoco dell'artiglieria pesante e delle mitragliatrici tedesche del VI corpo d'armata appartenente alla 4ª Armata del duca Albrecht. Sulla sinistra il corpo coloniale francese inizialmente si inoltrò nelle foreste a nord di Neufchâteau, ma il XVII corpo d'armata, in marcia ancora più a nord, venne individuato dalla cavalleria nemica vicino Bertrix e poi attaccato dal XVII e XVIII corpo d'armata tedesco. L'arrivo sul campo di battaglia da nord di un'altra formazione tedesca, l'XI corpo d'armata appartenente alla 3ª Armata del generale Max von Hausen, provocò la disfatta del XVII corpo d'armata francese che rischiò di essere accerchiato a Bertrix e si ritirò in disordine dopo aver abbandonato la propria artiglieria.
I francesi subirono la più grave e costosa sconfitta a Rossignol, a sud di Neufchâteau; una divisione coloniale francese sferrò una serie di attacchi alla baionetta contro le truppe tedesche della 12. Division slesiana, appartenente al VI corpo d'armata prussiano. I francesi vennero decimati dalla potenza di fuoco delle mitragliatrici tedesche e la divisione coloniale venne quasi distrutta, perdendo al termine dei combattimenti oltre i due terzi degli effettivi; il generale comandante della divisione cadde sul campo e i superstiti ripiegarono in disordine.

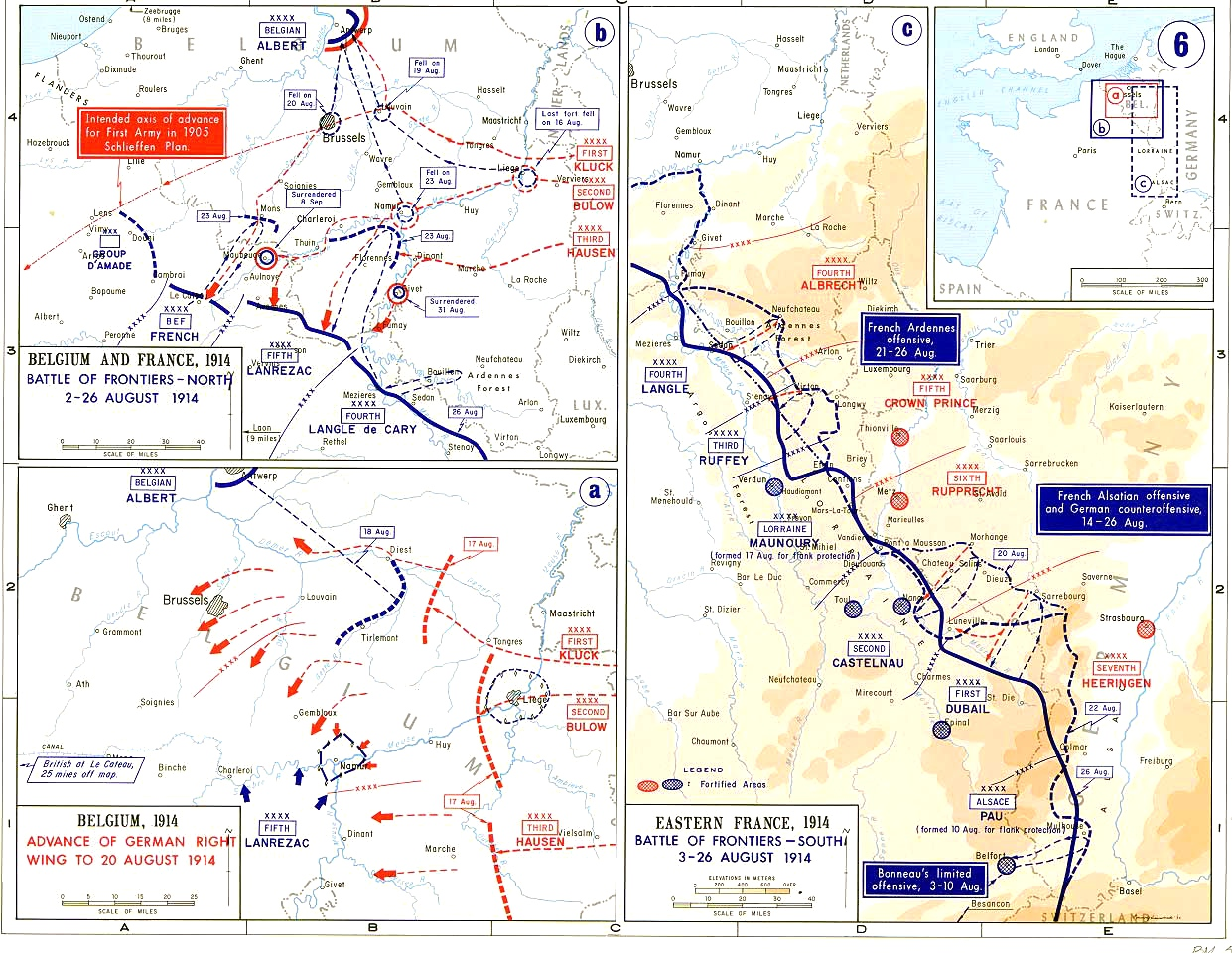
Mappa delle operazioni

Nella serata del 22 agosto il generale de Langle de Cary ricevette nel suo posto di comando di Stenay sulla Mosa le disastrose notizie, i suoi corpi avevano subito gravi perdite e stavano ripiegando. Egli riferì al generale Joffre che le sue forze erano state respinte e che, mancando di forze fresche, era impossibile riprendere gli attacchi anche il 23 agosto, ma il comandante in capo si mostrò ancora molto ottimista. Il generale Joffre sembrava sempre convinto che le forze nemiche fosse inferiori numericamente e che i francesi si trovassero in migliore situazione tattica, l'offensiva avrebbe quindi dovuto continuare anche il 23 agosto.
I combattimenti del 23 agosto non cambiarono l'esito della battaglia: i francesi, che ripresero gli assalti frontali, furono di nuovo duramente respinti dalle truppe tedesche grazie alle posizioni trincerate, all'artiglieria campale e al fuoco delle mitragliatrici. Il centro dello schieramento nemico, a differenza di quel che aveva affermato il generale Joffre, non era "vulnerabile". La disciplina e l'addestramento dei tedeschi ebbero la meglio sull'elan della fanteria francese. Al termine della giornata il generale Ruffey si ritirò verso Verdun mentre il generale de Langle de Cary ripiegò in direzione di Stenay e Sedan.
Il generale Joffre la sera del 23 agosto ancora non aveva una chiara comprensione della gravità della sconfitta subita; con il ministro della Guerra Adolphe Messimy parlò solo di problemi momentanei e dell'intenzione di riprendere gli attacchi. In realtà le battaglie nelle Ardenne erano ormai perdute per i francesi mentre l'euforia si diffondeva tra le truppe e i comandi tedeschi. Al quartier generale del Kromprinz c'era grande fiducia; la 5ª Armata tedesca stava avanzando verso sud in direzione di Verdun, mentre altre forze stavano stringendo d'assedio la fortezza di Longwy.

## Charleroi e Mons

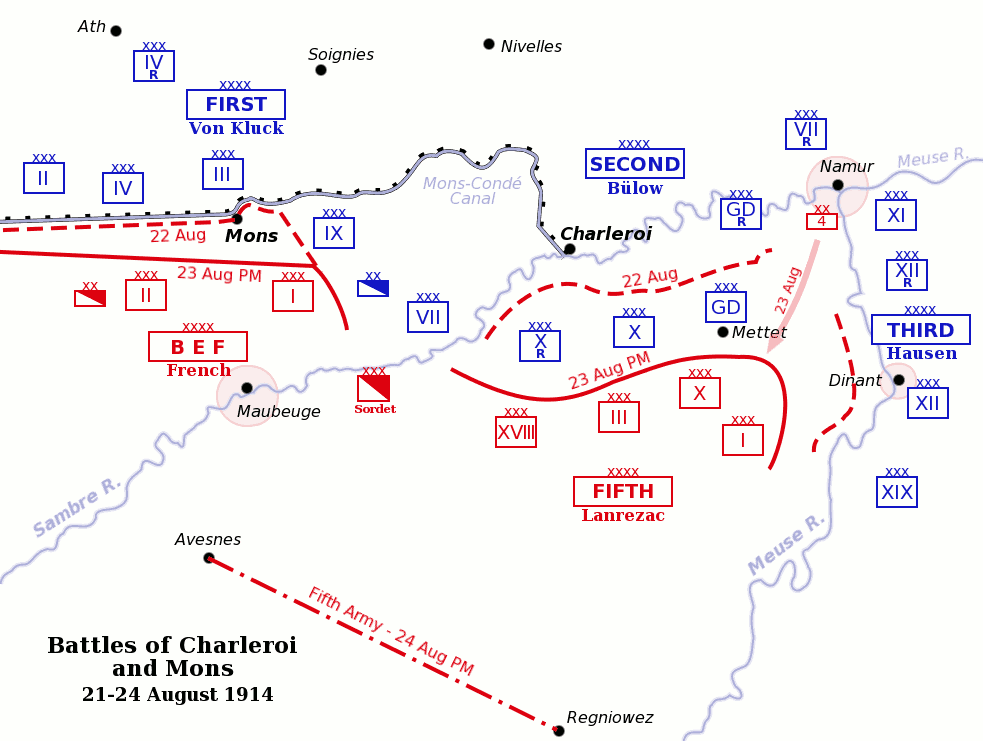
Cartina delle battaglie di Charleroi e di Mons, 21-24 agosto.

### Battaglie sulla Sambre e sulla Mosa
Il generale Joffre, mentre preparava il suo previsto attacco principale nelle Ardenne, contemporaneamente aveva continuato a sviluppare con energia i suoi vasti progetti offensivi anche nel settore più occidentale dello schieramento; egli aveva quindi ordinato al generale Lanrezac di attaccare a partire dal 21 agosto con la sua 5ª Armata oltre il fiume Sambre e sconfiggere il "gruppo settentrionale" tedesco; il generale Lanrezac avrebbe dovuto avanzare a nord del fiume e ricercare il collegamento con la fortezza di Namur dove erano ancora asserragliate cospicue forze belghe, inoltre uno dei corpi della 5ª Armata sarebbe rimasto nell'angolo formato dalla confluenza della Sambre nella Mosa a ovest, per coprire il fianco destro delle truppe francesi durante la manovra contro possibili minacce nemiche da est. Il generale Joffre inoltre richiedeva al generale French, comandante del Corpo di spedizione britannico, di collaborare alla manovra avanzando verso Soignies per presidiare il canale di Mons, che collegava la Sambre e la Schelda e proteggere il fianco sinistro francese. Il generale britannico aveva diramato gli ordini di marcia ma i suoi piani prevedevano che le truppe del BEF raggiungessero il canale di Mons solo a partire dalla notte del 22 agosto; in questo modo in realtà i britannici sarebbero giunti in ritardo rispetto al piano di concentrazione francese che stabiliva di attaccare il 21 agosto. I collegamenti del BEF con la 5ª Armata erano scarsi, mentre non mancava reciproca sfiducia tra i comandanti in capo alleati; il generale French non prevedeva scontri con il nemico prima del 24 agosto; egli era ottimista e riteneva di avere il pieno controllo della situazione.

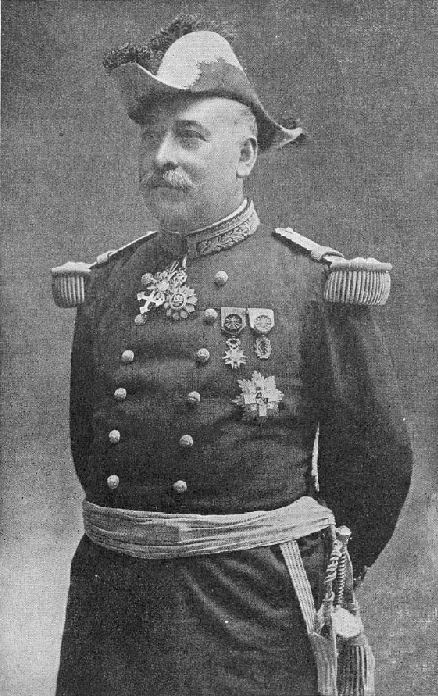
Il generale Charles Lanrezac comandante della 5ª Armata francese

Il generale Lanrezac invece era estremamente preoccupato; egli riteneva impossibile passare all'offensiva oltre la Sambre come previsto dal generale Joffre e credeva al contrario che forze nemiche molto superiori numericamente fossero in avvicinamento da diverse direzioni e mettessero in pericolo le posizioni alleate. In effetti la potente ala destra tedesca stava marciando in modo convergente verso la linea dei fiumi Mosa e Sambre e del canale di Mons. La 2ª Armata del generale von Bülow avanzava da nord verso Charleroi e Namur, la 3ª Armata del generale von Hausen marciava da est verso la Mosa, mentre la 1ª Armata del generale von Kluck si avvicinava più a ovest al canale di Mons. I piani tedeschi prevedevano che le truppe del generale von Kluck raggiungessero e attaccassero la linea del canale il 23 agosto, mentre ancor prima le altre due armate avrebbero dovuto superare la Sambre e la Mosa.
Il generale Lanrezac non aveva informazioni precise ma dai rapporti delle unità di ricognizione intuiva la potenza e la pericolosità di queste armate nemiche in arrivo; al quartier generale invece il generale Joffre e i suoi ufficiali continuavano a ritenere che la situazione fosse favorevole agli alleati. Ritenendo che le forze tedesche a ovest della Mosa ammontassero al massimo a 17 o 18 divisioni, l'alto comando francese era sicuro che le 15 divisioni della 5ª Armata, rinforzate da cinque divisioni britanniche e dalla divisione belga schierata a Namur, avessero una leggera superiorità e quindi fossero in grado di fermare l'ala destra nemica, dando tempo alle armate del centro di lanciare l'offensiva nelle Ardenne. Anche nei comandi del Corpo di spedizione britannico c'era ottimismo; mentre a Londra il ministro della Difesa, feldmaresciallo Horatio Kitchener, era molto ansioso e temeva una vasta manovra aggirante tedesca a ovest della Mosa, il generale Henry Hughes Wilson, vice capo di Stato maggiore del BEF, era pienamente fiducioso.
In realtà le forze tedesche in azione a ovest della Mosa, che avevano invaso il Belgio e stavano per arrivare in contatto con le truppe franco-britanniche sulla Sambre e sul canale di Mons, erano molto più numerose delle previsioni degli stati maggiori alleati e avevano una schiacciante superiorità sul nemico. La 1ª e la 2ª Armata infatti erano costituite da sette corpi d'armata di prima linea e cinque corpi d'armata di riserva con 30 divisioni di fanteria e cinque di cavalleria. Inoltre erano in avvicinamento da est i quattro corpi d'armata della 3ª Armata tedesca, che stavano per raggiungere la linea della Mosa con le loro otto divisioni di fanteria; in complesso le forze tedesche erano quasi il doppio di quelle avversarie in questo settore del fronte.
Il generale Lanrezac aveva compreso che la sua armata stava per subire un attacco in forze; egli era scettico sulla possibilità di collaborare con il corpo di spedizione britannico e non aveva alcuna fiducia nel generale French; era informato che le difese belghe a Namur stavano per crollare e che una parte delle forze assegnate alla 5ª Armata non avevano ancora raggiunto le posizioni previste. Il generale quindi richiese e ottenne dal generale Joffre l'autorizzazione a rinviare fino al 23 o al 24 agosto il previsto attacco a nord della Sambre per avere il tempo di coordinare meglio le operazioni con il corpo di spedizione britannico. In attesa dell'arrivo delle forze alleate la 5ª Armata avrebbe dovuto difendere la linea della Sambre ed impedire l'eventuale avanzata nemica a sud del fiume.
Le truppe francesi avevano il morale altissimo ed erano addestrate soprattutto nelle tattiche offensive: di conseguenza il X corpo d'armata, che aveva raggiunto per primo la linea del fiume Sambre, non predispose alcuna posizione difensiva per impedire il passaggio al nemico; non furono organizzati trinceramenti né posizioni di fuoco; i soldati erano ansiosi di attaccare.
Nel frattempo le forze tedesche erano in avvicinamento; il 21 agosto il generale von Bülow iniziò l'attacco, con una parte delle forze della 2ª Armata, della fortezza di Namur, difesa dalla 4ª Divisione belga, e contemporaneamente sferrò un primo assalto alla linea della Sambre. Il X corpo d'armata francese dell'armata del generale Lanrezac era schierato sulla riva meridionale e tentò di contrattaccare frontalmente ma venne duramente respinto dai tedeschi del corpo d'armata della Guardia prussiana che occuparono la città di Tamines e conquistarono una solida testa di ponte; più a ovest, anche il III corpo francese, attaccato dal X corpo tedesco, non riuscì ad impedire il passaggio del fiume. Il generale von Bülow aveva cercato di coordinare l'assalto della sua armata attraverso la Sambre con le manovre a ovest del generale von Kluck e a est del generale von Hausen ma i tedeschi ebbero molte difficoltà a mantenere la coesione del loro schieramento. Il 22 agosto, mentre il generale von Kluck, a nord-ovest, entrò inaspettatamente in contatto con le avanguardie britanniche sulla strada di Soignies cercando di estendere le sue forze verso ovest per minacciare il fianco sinistro del nemico, il generale von Hausen in marcia da est era in ritardo e non aveva ancora attraversato la Mosa con i quattro corpi della sua armata.
Nonostante il passaggio dei tedeschi a sud della Sambre, il generale Lanrezac riteneva di poter ancora fermare il nemico; le forze francesi del III e X corpo d'armata avevano ripiegato sulle alture che controllavano il corso del fiume da dove, protetti dai boschi, sembravano in grado controllare la situazione e, dalle quote dominanti, impedire l'avanzata dei tedeschi. Il generale Lanrezac intendeva quindi rimanere sulla difensiva e attendere notizie sull'esito dei combattimenti in corso sulla sua sinistra, dove erano schierati i britannici di cui non aveva informazioni precise, e sulla sua destra dove era in corso l'offensiva della 4ª Armata francese nelle Ardenne. In pratica i piani difensivi del generale vennero però trascurati dai comandanti sul campo ed anche dalle truppe che al contrario erano desiderosi di contrattaccare per rigettare il nemico nella Sambre.
Il X corpo d'armata francese avrebbe attaccato dalle sue posizioni circa dieci chilometri a sud del fiume contro la testa di ponte della Guardia prussiana, mentre più a ovest il III corpo d'armata si trovava a soli tre chilometri dalla Sambre dove erano in posizione i reparti tedeschi del X corpo d'armata hannoveriano. La situazione tattica tuttavia era molto favorevole ai tedeschi che disponevano di buone posizioni all'interno delle cittadine della cintura di Charleroi e nelle aree industriali e minerarie e potevano richiedere il sostegno dell'artiglieria schierata sulla riva settentrionale.

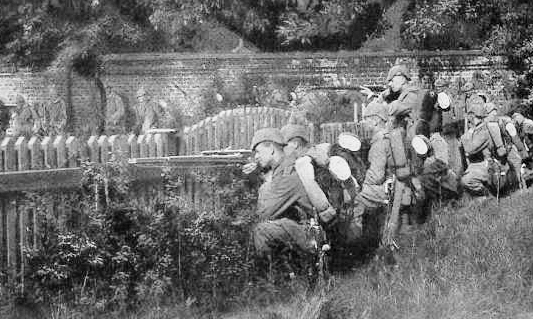
Truppe tedesche in azione durante la battaglia di Charleroi.

Al mattino del 22 agosto quindi i reparti francesi del III e del X corpo d'armata, costituiti da truppe bretoni e normanne, sferrarono una serie di attacchi frontali discendendo dalla alture attraverso il terreno scoperto fino alle posizioni tedesche nell'area delle cittadine industriali a sud della Sambre. I francesi attaccarono con grande aggressività alla baionetta, secondo le teorie tattiche dell'elan e dell'offensiva ad oltranza, ma, scarsamente appoggiati dall'artiglieria campale, non ottennero alcun successo e subirono perdite elevatissime sotto il fuoco delle mitragliatrici. Il X corpo d'armata attaccò frontalmente verso Arsimont dove erano schierate le truppe della Guardia prussiana; i francesi non raggiunsero il successo e subirono perdite rovinose a causa del tiro dell'artiglieria campale tedesca che colpì con grande precisione sfruttando le importanti informazioni fornite dagli aerei da ricognizione che sorvolavano il campo di battaglia. Nonostante le perdite, i soldati bretoni impegnarono il combattimento all'interno dell'abitato e riconquistarono Ham-sur-Sambre
Nel settore del III corpo d'armata francese, sul fianco sinistro della 5ª Armata, non solo gli attacchi furono respinti, ma il X corpo d'armata tedesco attaccò a sua volta, guadagnò terreno a sud del fiume e conquistò le cittadine di Pont-de-Loup, Châtelet e Bouffioulx. Nuovi attacchi francesi verso Châtelet condotti da reparti di zuavi e di tirailleurs non ebbero ugualmente successo. A Tamines e Arsimont reparti di truppe coloniali intervennero a sostegno del X corpo d'armata, riuscirono a sbaragliarono alcune posizioni d'artiglieria tedesche ma alla fine furono decimate e dovettero ripiegare sulle posizioni di partenza. I reparti francesi durante i loro attacchi sorprendentemente non poterono disporre di sostegno adeguato da parte dei famosi cannoni da 75 mm a tiro rapido che, a causa dalla insufficiente gittata, della carenza di informazioni accurate sugli obiettivi, della scarsa visibilità per la nebbia e soprattutto del fuoco di controbatteria dell'artiglieria pesante tedesca, non riuscirono a svolgere l'atteso ruolo decisivo durante le battaglie del 21 e 22 agosto.
Nel primo pomeriggio del 22 agosto il generale von Bülow, dopo aver respinto tutti gli attacchi, decise di riprendere l'offensiva verso sud. I francesi dovettero ripiegare, abbandonando le posizioni occupate la sera del 21 agosto; a sinistra il III corpo perse altro terreno sulla Sambre e si ritirò per circa dieci chilometri verso sud, mentre sulla destra il X corpo d'armata arretrò a sua volta fino a Mettet, cercando di mantenere il collegamento a est con la fortezza di Namur che, dopo aver ricevuto di rinforzo una brigata francese, ancora resisteva. Anche le truppe tedesche avevano subito dure perdite e la ritirata francese poté effettuarsi con ordine.
Il generale von Bülow era determinato, dopo i successi del 22 agosto, a riprendere la sua offensiva e sferrare un attacco coordinato con l'intervento, già atteso da molte ore, della 3ª Armata del generale von Hausen sul suo fianco sinistro attraverso la Mosa; contemporaneamente il suo schieramento era stato rinforzato sul fianco destro dall'arrivo del VII corpo d'armata della Westfalia che aveva a sua volta attraversato la Sambre a Fontaine-l'Évêque. Il generale tuttavia non aveva notizie precise e sottovalutava il numero e la forza delle truppe francesi che aveva di fronte. Il generale Lanrezac invece era sempre più allarmato dopo i difficili combattimenti dei giorni precedenti; il generale Boë, comandante della 20ª Divisione, era arrivato gravemente ferito al posto di comando con notizie drammatiche. Il comandante della 5ª Armata comunicò le notizie al generale Joffre; descrisse l'indebolimento delle sue forze e la mancanza di informazioni sulla situazione del corpo di spedizione britannico. Il generale Lanrezac tuttavia non era ancora deciso alla ritirata mentre il generale Joffre era sempre ottimista e richiedeva che la 5ª Armata sferrasse nuovi attacchi con l'aiuto del XVIII corpo d'armata, che nella notte era arrivato di rinforzo, e anche del I corpo d'armata che stava avanzando verso nord in direzione di Namur dopo aver affidato la difesa della Mosa ad una divisione di riserva. In realtà il generale Lanrezac aveva deciso di rinunciare a nuovi attacchi e di rimanere sulla difensiva; egli era a conoscenza che i britannici non intendevano collaborare ad una controffensiva; quindi, dopo i fallimentari assalti in massa dei giorni precedenti, la fanteria francese, ormai consapevole della micidiale potenza delle armi da fuoco moderne, iniziò ad organizzare posizioni difensive trincerate nei boschi, nei campi e all'interno degli abitati.

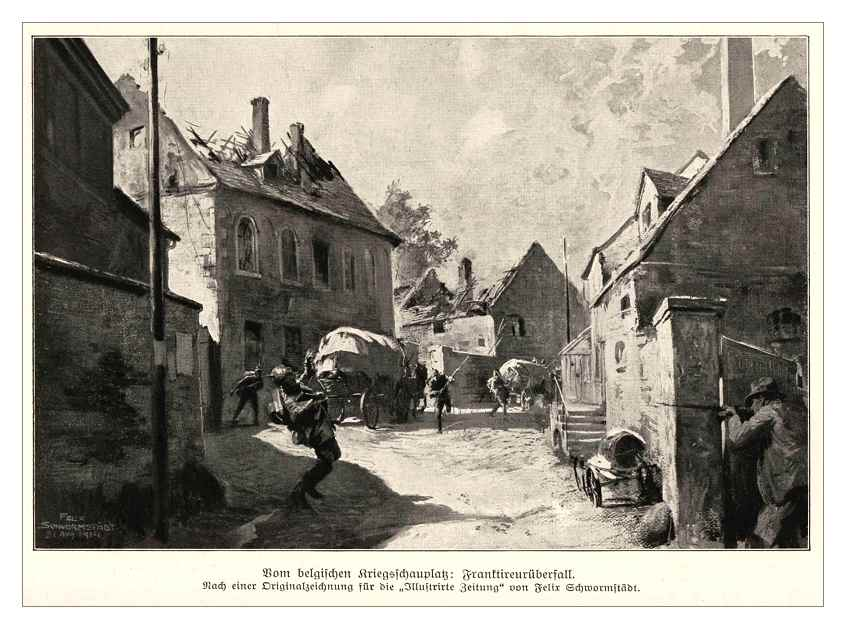
Illustrazione di propaganda tedesca che mostra civili belgi in azione contro soldati tedeschi dentro Dinant.

L'attacco della 2ª Armata a sud della Sambre il 23 agosto fu effettivamente fortemente contrastato dalle truppe francesi che, schierate nelle posizioni organizzate nei boschi, nelle officine e nelle cittadine respinsero i primi assalti nonostante il fuoco continuo dell'artiglieria pesante tedesca, e cercarono localmente anche di contrattaccare.
Il generale von Bülow non mostrò molta aggressività; egli temeva, dopo aver appreso grazie al ritrovamento di documenti del nemico che un'intera armata francese era schierata sulla Sambre, di avere di fronte forze avversarie superiori numericamente alle sue. Gli attacchi tedeschi non raggiunsero risultati decisivi anche se a ovest il VII corpo d'armata attraversò la Sambre a Lobbes; a Cozée a Nalinnes e a Tarciennes, i francesi si batterono con efficacia e rallentarono l'avanzata nemica, anche le truppe coloniali combatterono bene a Hanzienne. In questa fase della battaglia finalmente le batterie di cannoni francesi da 75 mm dimostrarono la loro efficacia e il loro fuoco diede un importante appoggio alla fanteria per contrastare gli attacchi e per proteggere la successiva ritirata. I francesi inoltre attendevano rinforzi sull'ala destra dove stava avvicinandosi il I corpo d'armata, i cui primi reparti arrivarono alle ore 12 del 23 agosto.
Al mattino del 23 agosto era finalmente arrivata a est della Mosa la 3ª Armata tedesca del generale von Hausen; il generale von Bülow era in attesa da due giorni del suo arrivo e fece subito pressioni affinché l'armata attraversasse il fiume e attaccasse il fianco destro francese. In realtà si presentava la possibilità tattica di attraversare il fiume più a sud, a Givet, e in questo modo intercettare le comunicazioni dell'intera 5ª Armata francese. Dopo una serie di discussioni tra i generali tedeschi, alla fine il generale von Hausen decise di sferrare tre attacchi separati: a sud, un raggruppamento del XIX corpo d'armata sassone si diresse verso Givet; il XII corpo d'armata di riserva sassone avanzò a nord di Dinant per attraversare la Mosa a Houx, mentre al centro il XII corpo d'armata sassone attaccò direttamente la città medievale di Dinant.
Le difese sulla Mosa dopo la partenza verso Namur del I corpo d'armata era deboli, tuttavia i francesi riuscirono a rallentare l'avanzata dei sassoni che attraversarono con difficoltà il fiume a nord e a sud di Dinant. Il comando tedesco decise di iniziare un massiccio bombardamento d'artiglieria contro Dinant. Nel frattempo il comandante del I corpo d'armata francese, generale Louis Franchet d'Esperey, aveva deciso, senza consultare il generale Lanrezac, di ritornare indietro in soccorso dei difensori sulla Mosa. La situazione francese divenne critica a causa dell'avanzata di un raggruppamento del XIX corpo d'armata verso le alture a ovest della Mosa che minacciava di intercettare a Fumay e Rocroi le comunicazioni della 5ª Armata. In realtà i tedeschi persero tempo a causa di ordini contraddittori e del terreno boscoso; dopo aver raggiunto Onhaye furono contrattaccati da una brigata del I corpo d'armata francese appena giunta sul posto. Onhaye venne riconquistata dai francesi alle ore 20 e l'avanzata dei sassoni venne bloccata.
Nel frattempo la battaglia a sud della Sambre era continuata per tutta la giornata del 23 agosto; i tedeschi non raggiunsero successi decisivi; un attacco del corpo d'armata della Guardia venne respinto dai francesi nel pomeriggio a Saint-Gérard. Le truppe tedesche erano stanche e avevano subito molte perdite; il generale von Bülow, seriamente preoccupato, richiese ripetutamente al generale von Hausen di intervenire con la sua armata in aiuto. Il generale von Hausen aveva pianificato invece di riprendere l'avanzata verso sud con tre corpi d'armata verso Rocroi e Revin per tagliare la ritirata ai francesi, ma, dopo una nuova richiesta di aiuto del generale von Bülow, trasmessa alla ore 3 del 24 agosto, il comandante della 3ª Armata decise di avanzare a ovest verso Mettet a sostegno della 2ª Armata, lasciando a sud solo deboli reparti che vennero facilmente bloccati dal I corpo d'armata francese. Nella tarda serata del 23 agosto i sassoni del XII corpo d'armata occuparono completamente Dinant dove si abbandonarono a gravi violenze: la città fu devastata e in parte incendiata, furono radunati ostaggi e uccisi molti civili.

### Battaglia sul canale di Mons

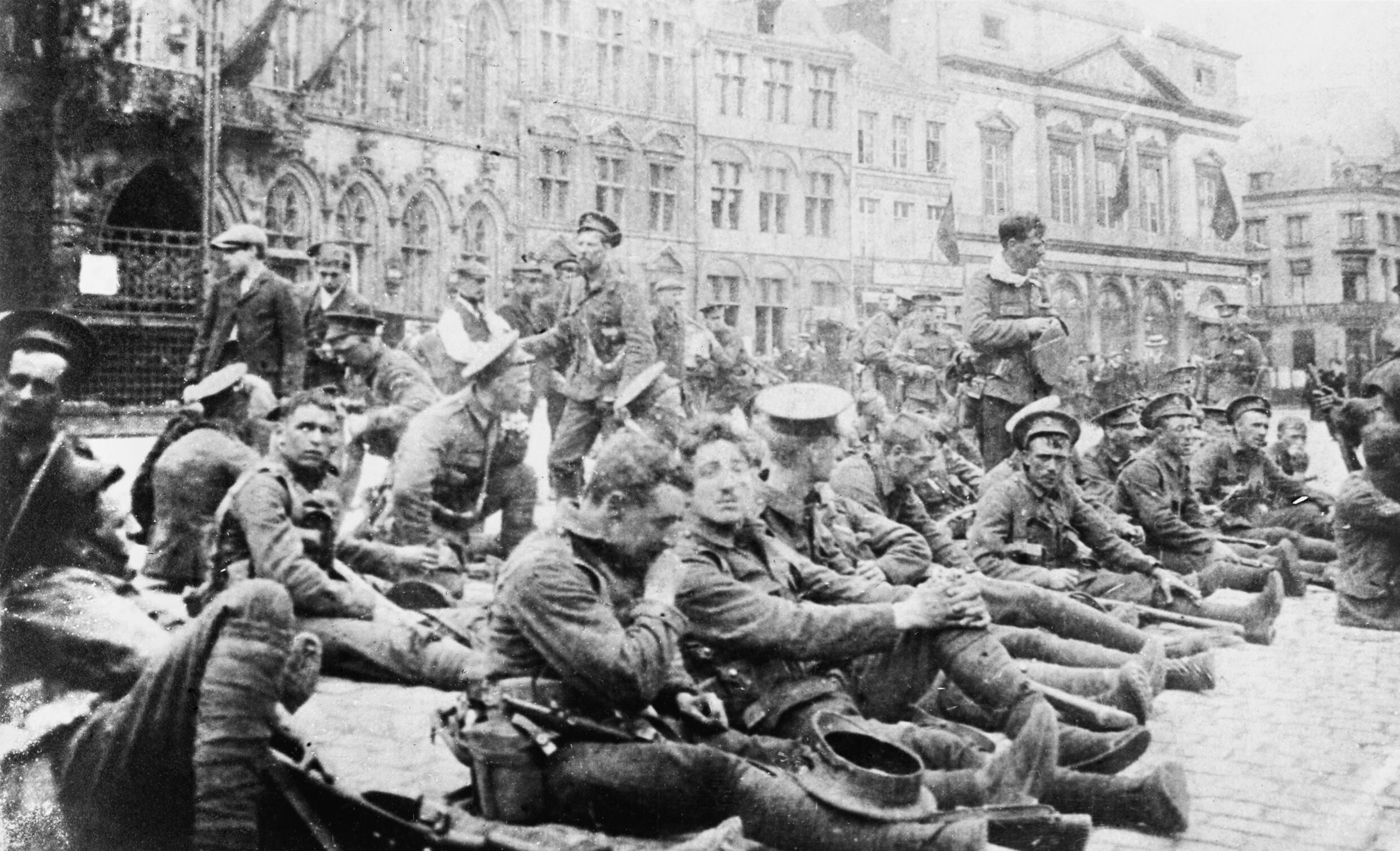
22 agosto: compagnia "A" del 4º Battaglione Royal Fusiliers, in riposo nella piazza cittadina di Mons prima di prendere posizione sul canale.

Dopo gli inattesi scontri con la cavalleria tedesca, il corpo di spedizione britannico si era schierato su posizioni difensive a sinistra e a destra della città di Mons; il II corpo d'armata difendeva il canale tra Mons e Condé mentre il I corpo d'armata era in posizione più a est fino all'ala sinistra dell'armata del generale Lanrezac con cui aveva solo un precario collegamento. Il generale French aveva ormai rinunciato a passare all'attacco come inizialmente concordato con i francesi; la sera del 22 agosto disse ai suoi generali che gli alleati si stavano ritirando e che di conseguenza si doveva rinunciare all'offensiva e sbarrare solidamente il canale di Mons. Il generale Horace Smith-Dorrien, comandante del II corpo, organizzò le posizioni difensive e diede ordine prudentemente di preparare la demolizione dei ponti sul canale.
In realtà il generale French continuava a sottovalutare l'avversario che era in avvicinamento da nord; ritenendo che i tedeschi non potessero impegnare più di uno o due corpi d'armata, era sicuro che i 70000 soldati e i 300 cannoni del suo corpo di spedizione fossero in grado di respingere gli attacchi con facilità. Il generale Alexander von Kluck invece stava marciando verso il canale di Mons con quattro corpi d'armata di prima linea con 160000 soldati e 600 cannoni, mentre altri due corpi di riserva erano ancora indietro. Il comandante della 1ª Armata tedesca, ufficiale molto determinato e aggressivo, non si aspettava di trovarsi di fronte i britannici e riteneva che il grosso del corpo di spedizione fosse più a ovest, nella regione di Lilla. Egli quindi cercò di allargare verso ovest la sua ala destra e di conseguenza il 23 agosto solo il II corpo d'armata britannico venne realmente attaccato. Il generale von Kluck intendeva interrompere i contatti dei britannici sulla destra con la 5ª Armata francese e aggirare il loro fianco sinistro tra Sain-Aybert e Jemappes. Dopo una marcia di oltre 250 chilometri le sue truppe si stavano avvicinando in massa al canale di Mons; il generale von Kluck tuttavia mancava di informazioni precise e non aveva ricevuto notizie né dal generale von Moltke né dal generale von Bülow. Secondo alcune fonti, i tedeschi non temevano il corpo di spedizione britannico; fu riferito che il Kaiser Guglielmo II avesse ordinato di "sterminare... quella disprezzabile, piccola armata". 

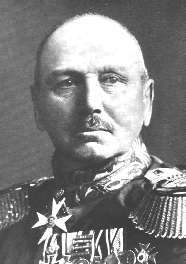
Il generale Alexander von Kluck, comandante della 1ª Armata tedesca.

La battaglia di Mons iniziò tra le ore 9 e le ore 10 del mattino del 23 agosto; i tedeschi del IX corpo d'armata anseatico si trovarono di fronte inaspettatamente nella foschia le linee britanniche posizionate nel saliente del canale a Nimy. Secondo alcune fonti i tedeschi attaccarono in formazioni serrate frontalmente e subirono il fuoco rapido e preciso dei fucilieri britannici di due reggimenti del II corpo d'armata del generale Smith-Dorrien. Dopo ripetuti fallimenti e pesanti perdite, i tedeschi raggrupparono numerose batterie di artiglieria campale e colpirono con effetti distruttivi le posizioni trincerate britanniche prima di sferrare nuovi attacchi in formazione più aperta. Altri aspri scontri si verificarono più a occidente dove il III corpo d'armata prussiano attaccò Jemappes ma venne a sua volta respinto; anche una parte del IV corpo d'armata tedesco intervenne nella battaglia.
Nel primo pomeriggio la situazione dei britannici, fortemente provati dal fuoco dell'artiglieria tedesca, divenne critica; venne ordinato di abbandonare Nimy e Jemappes e ripiegare a sud del canale; nonostante gravi difficoltà a Jemappes, le truppe del generale French riuscirono a ripiegare ordinatamente dopo aver fatto saltare i ponti sul canale. La ritirata britannica fu facilitata dalle esitazioni dei tedeschi; il generale von Kluck non era bene informato sulla situazione tattica sul campo e attese fino al tardo pomeriggio prima di organizzare attacchi laterali sui fianchi dello schieramento britannico, impiegando il II corpo d'armata della Pomerania e il IX corpo d'armata.

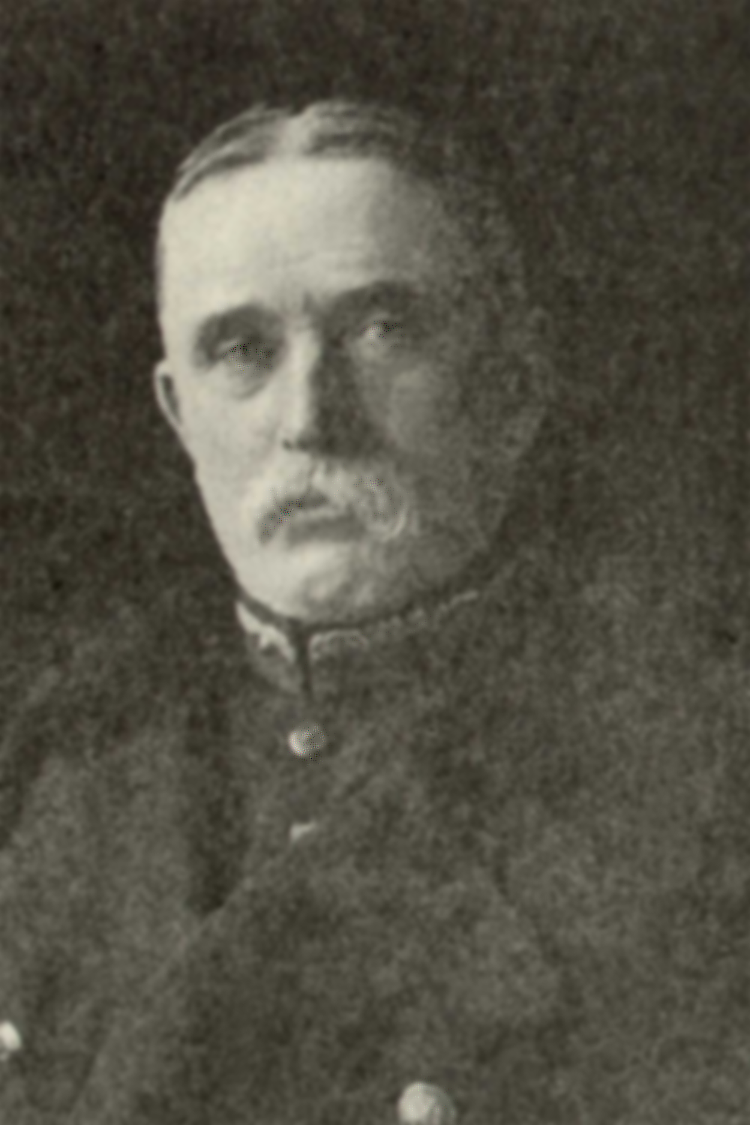
Il generale britannico John French comandante del British Expeditionary Force.

Alle ore 20 giunsero al comando del generale French le notizie disastrose sull'esito della battaglia nel settore della Sambre; il generale Lanrezac aveva deciso di iniziare la ritirata generale scoprendo il fianco destro del BEF e di conseguenza dovettero essere abbandonati i piani di contrattacco ottimisticamente ipotizzati dal generale Henry Wilson. Inoltre il generale von Kluck aveva ripreso gli attacchi e anche il II e il IX corpo d'armata stavano per minacciare i due fianchi dello schieramento britannico. Il generale French decise di abbandonare Mons e iniziare il ripiegamento generale che si effettuò con grande difficoltà nella notte. Il generale Smith-Dorrien ricevette gli ordini solo alle ore 3 del 24 agosto e alcuni reparti rimasero tagliati fuori e distrutti; il I corpo d'armata invece riuscì a ripiegare con minore difficoltà. I britannici riuscirono quindi a sganciarsi senza essere circondati; le truppe britanniche si erano battute bene in difesa ed avevano inflitto dure perdite ai tedeschi; in seguito la coraggiosa difesa di Mons venne esaltata dalla propaganda e si parlò anche di un presunto aiuto soprannaturale, il cosiddetto "angelo di Mons", che avrebbe protetto e aiutato i soldati britannici.
In realtà anche i britannici subirono forti perdite soprattutto per la potenza dell'artiglieria tedesca, il 23 e il 24 agosto il BEF ebbe oltre 4300 morti, feriti e dispersi mentre la 1ª Armata tedesca contò 4600 perdite; inoltre il II corpo d'armata del generale Smith-Dorrien non era ancora al sicuro e soprattutto grazie ad alcuni errori tattici dei tedeschi riuscì a proseguire la ritirata; il 25 agosto avrebbe rischiato di nuovo di essere distrutto nella battaglia di Le Cateau. Il generale Wilson era molto deluso per l'esito della battaglia mentre il generale French era estremamente pessimista arrivando anche ad ipotizzare una ritirata del corpo di spedizione verso Le Havre per reimbarcarlo.

### Ritirata del generale Lanrezac
Il generale Lanrezac era sempre più pessimista; egli mancava di precise informazioni da parte del quartier generale e considerava disastroso per gli alleati lo sviluppo della battaglia. Il generale non aveva notizie dell'andamento della battaglia nelle Ardenne mentre alle ore 12 del 23 agosto egli apprese con costernazione che le difese di Namur stavano crollando e che la 4ª Divisione belga aveva dato inizio alla ritirata abbandonando la piazzaforte.
Alcuni generali erano più positivi e esortarono il comandante della 5ª Armata a contrattaccare dopo l'arrivo dei rinforzi del I e del XVIII corpo d'armata; era anche possibile ricercare il collegamento con il corpo di spedizione britannico che stava combattendo a Mons. Il generale Lanrezac non condivideva queste valutazioni ottimistiche, al contrario le notizie apparivano sempre più negative; la linea della Mosa sembrava in pericolo a causa dell'attacco dei sassoni, il generale de Langle de Cary stava battendo in ritirata dopo la dura sconfitta subita nelle Ardenne e anche una parte delle truppe della sua armata apparivano esauste ed al limite della resistenza.
Il generale Lanrezac quindi riteneva che un'ulteriore resistenza sulla Sambre senza il concorso dei britannici, che evidentemente erano a loro volta in difficoltà a Mons, avrebbe messo in pericolo la sopravvivenza dell'intera sua armata, e una catastrofe di queste dimensioni avrebbe potuto decidere le sorti della guerra a favore della Germania; evitando la sconfitta in campo aperto i francesi avrebbero potuto invece continuare la guerra e forse capovolgere l'andamento delle operazioni. Di conseguenza il generale Lanrezac decise alle ore 21.30 del 23 agosto la ritirata generale: la sua armata, a partire dalle ore 3 del 24 agosto, avrebbe ripiegato inizialmente fino alla linea Givet-Maubeuge.
Il comandante della 5ª Armata, temendo un imminente pericolo di accerchiamento, decise autonomamente la ritirata e diede inizio alla manovra dopo aver comunicato al quartier generale le sue decisioni con un breve messaggio in cui illustrava la serie di avvenimenti negativi che, secondo la sua valutazione, avevano reso inevitabile la sconfitta. Il generale Joffre in quel momento non diede risposta al comunicato del generale Lanrezac; impegnato a controllare l'andamento dei combattimenti su tutto il fronte occidentale e molto deluso per l'evidente fallimento dei suoi piani, il comandante in capo non diede il suo consenso scritto alla ritirata ma non si oppose esplicitamente, lasciando l'iniziativa al suo subordinato.
Il generale Joffre era molto insoddisfatto dell'operato e della decisione di alcuni suoi generali e in particolare del generale Lanrezac che egli ritenne pessimista e scarsamente risoluto. Dopo il fallimento definitivo della battaglia delle frontiere, il generale Joffre criticò aspramente i suoi luogotenenti; in breve tempo avrebbe sostituito i comandanti considerati maggiormente responsabili della sconfitta. Il comandante in capo affermò anche che il fallimento era stato causato in parte da una presunta mancanza di slancio delle truppe che invece in generale avevano combattuto con grande coraggio e determinazione in tutti i settori, mentre continuò ad affermare che i suoi piani erano validi e che, senza queste carenze, avrebbero potuto avere successo.

## Bilancio e conseguenze
(Frasi scritte nel suo diario dal presidente francese Raymond Poincaré dopo la sconfitta nella battaglia delle Frontiere)
Il 24 agosto la battaglia delle Frontiere era definitivamente perduta per i franco-britannici; mentre il generale Lanrezac ordinava di sua iniziativa alla 5ª Armata ripiegare verso il confine franco-belga, i britannici si ritiravano con difficoltà da Mons sotto la pressione del nemico e nelle Ardenne le due armate francesi dei generali Ruffey e Langle de Cary cercavano di raggiungere Sedan e Verdun dopo aver subito una sanguinosa sconfitta. In Lorena le armate dei generali Castelnau e Dubail avevano ripiegato fino alle posizioni fortificate di Nancy e Epinal. Il 25 agosto si diffusero le prime inquietanti notizie della disfatta che causarono preoccupazione nell'opinione pubblica alleata. Il presidente francese Raymond Poincaré scrisse di "ritirata ed invasione" e di fine delle "illusioni".

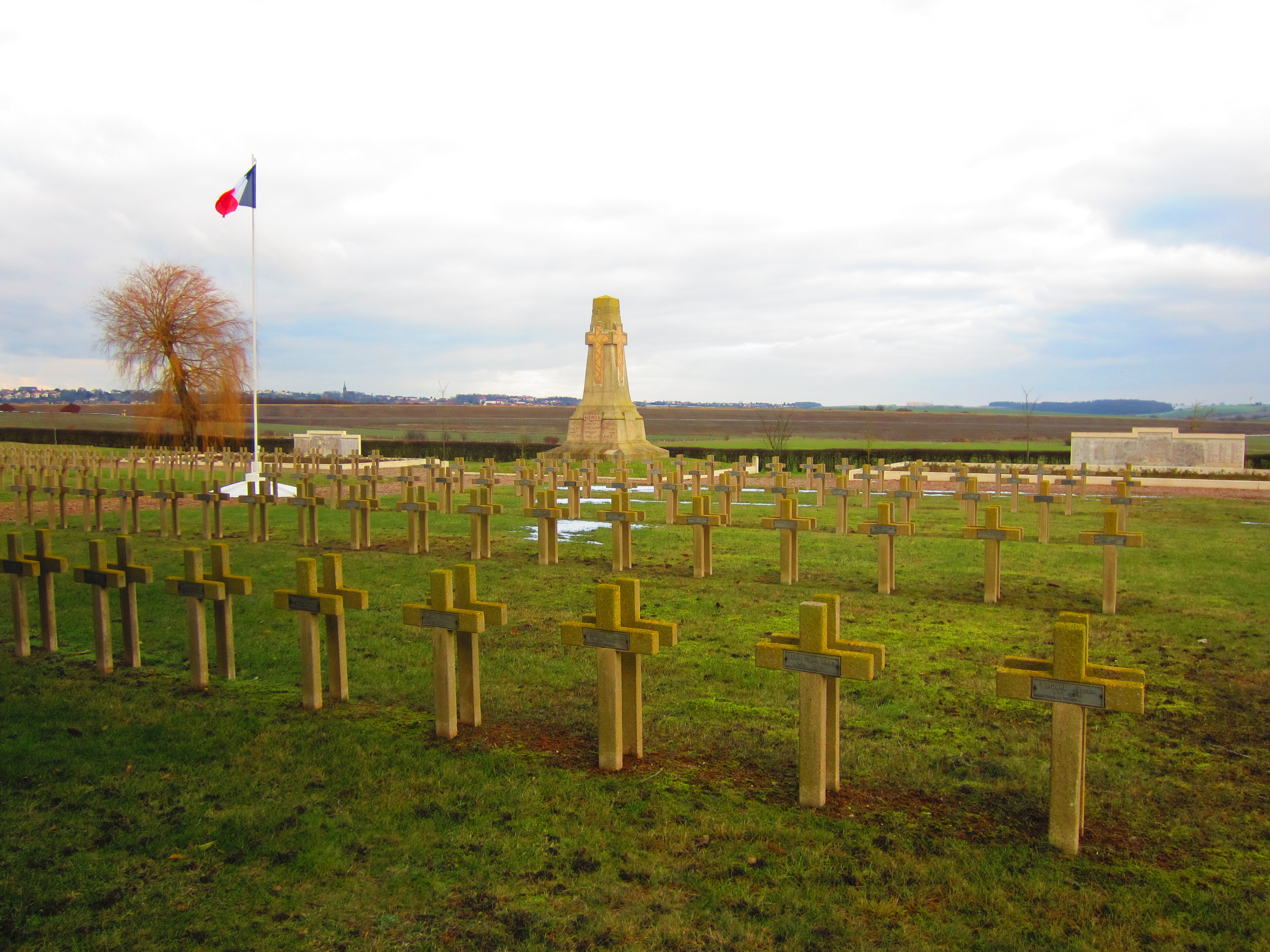
Cimitero di guerra francese in Lorena.

In realtà le battaglie si erano tutte concluse con la vittoria tattica tedesca ma le armate alleate non erano state distrutte e avevano potuto ripiegare verso sud ordinatamente a causa anche di errori tattici e dell'insufficiente coordinamento tra le armate tedesche. Il generale von Moltke, rimasto indietro nel quartier generale di Coblenza, non esercitò uno stretto controllo dell'operazioni; peraltro il capo di stato maggiore sembrò soddisfatto dei risultati raggiunti e parlò con un suo collaboratore di operazioni che si stavano svolgendo "secondo i piani". L'ottimismo alla fine della battaglia delle Frontiere era molto diffuso tra i generali tedeschi sul campo; il 24 e 25 agosto il generale von Bülow comunicò di aver sconfitto "in modo decisivo" l'ala destra nemica, mentre il generale von Hausen segnalò che i francesi erano "in piena ritirata". Al quartier generale tedesco si parlava apertamente di finire la guerra "in sei settimane".
Nei combattimenti sulle frontiere dal 14 al 25 agosto, entrambe le parti subirono perdite molte elevate; in particolare i francesi, impegnati nei primi giorni in continui attacchi frontali, subirono la superiore potenza di fuoco nemica e appresero drammaticamente per la prima volta le nuove micidiali caratteristiche della guerra moderna. Per la fine di agosto l'esercito francese aveva avuto 80000 morti di cui 27000 solo il 22 agosto 1914, giornata paragonabile al primo giorno della battaglia della Somme per tributo di sangue (quasi 20000 morti britannici solo il 1º luglio 1916). Il totale delle perdite francesi per il primo mese di guerra fu di 300000 uomini tra morti, feriti e dispersi, di cui 140000 durante i drammatici quattro giorni finali della battaglia delle Frontiere. Tra i morti ci fu lo scrittore Ernest Psichari, ufficiale del 2º reggimento d'artiglieria coloniale e autore del saggio autobiografico Le Voyage du centurion. Anche le perdite definitive tedesche nel mese di agosto furono pesanti, ma molto inferiori a quelle alleate: circa 57000 morti. In realtà anche i tedeschi, che pur impiegarono con successo l'artiglieria pesante e le mitragliatrici, in alcune occasioni sferrarono attacchi allo scoperto secondo le vecchie tattiche con risultati negativi.
Al termine delle battaglie delle Frontiere, il generale Joffre, nonostante i suoi errori e le sue recriminazioni contro i generali e le truppe, era ancora fiducioso e deciso a continuare a combattere; grazie soprattutto alla sua risolutezza e capacità strategica, l'esercito francese riuscì a ripiegare lentamente verso Parigi e il fiume Marna mantenendo la coesione. Il comandante in capo francese apprese in parte dai suoi errori e pur accusando di scarsa capacità alcuni suoi subordinati, tra cui il generale Lanrezac e il generale Ruffey che furono destituiti, impartì anche nuove disposizioni per evitare attacchi frontali allo scoperto, per impiegare sistematicamente l'artiglieria campale, per organizzare posizioni difensive trincerate. Grazie all'azione di comando del generale Joffre, alla capacità dei soldati francesi di non scoraggiarsi e alla partecipazione delle truppe britanniche, rimaste in campo nonostante le sconfitte e i propositi iniziali di ripiegare verso le coste della Manica, l'andamento delle operazioni sul fronte occidentale si sarebbe inaspettatamente capovolto all'inizio di settembre nel corso della prima battaglia della Marna.